# Liste der Straßen in Oberhausen
Die Liste der Straßen in Oberhausen listet die Namen aller 1103 im Gemeindegebiet der kreisfreien Stadt Oberhausen im Ruhrgebiet in Nordrhein-Westfalen liegenden Straßen auf und erläutert, sofern möglich, deren Herkunft.

## Telefonvorwahlen
- Die Telefonvorwahl, die im gesamten Gebiet der Stadt Oberhausen gültig ist, lautet 0208.

## Übersicht der Liste der Straßen
Oberhausen besteht aus 28 vollwertigen (entweder der Größe oder der historischen Eigenständigkeit wegen) Stadtteilen. Die ausführlichen Listen der Straßen in den Stadtteilen finden sich hier. Aufgrund der Heterogenität des Liricher Südens ist die Liste der Liricher Straßen in zweigeteilt.
Für mehrere Stadtteile können, da sich die statistischen Bezirke nicht mit den Stadtteilen decken, keine Angaben bezüglich Einwohnerzahl und/oder Stadtteilfläche gemacht werden.
| Stadtteil            | Liste der Straßen                               | Bezirk         | Anzahl der Straßen und Plätze | davon nur teilweise im Stadtteil gelegen | Einwohnerzahl im Stadtteil | Stadtteilfläche (km²) | zugeordnete Ortsteile                   |
| -------------------- | ----------------------------------------------- | -------------- | ----------------------------- | ---------------------------------------- | -------------------------- | --------------------- | --------------------------------------- |
| Alsfeld              | Liste der Straßen in Oberhausen-Alsfeld         | Sterkrade      | 70                            | 9                                        | 12603                      | 4,34                  | Siedlung Dunkelschlag, Sterkrader Heide |
| Alstaden an der Ruhr | Liste der Straßen in Alstaden                   | Alt-Oberhausen | 110                           | 4                                        | 18051                      | 3,85                  |                                         |
| Barmingholten        | Liste der Straßen in Oberhausen-Barmingholten   | Sterkrade      | 19                            | 3                                        | 3150                       | 2,15                  | Dellerheide                             |
| Bermensfeld          | Liste der Straßen in Oberhausen-Bermensfeld     | Alt-Oberhausen | 26                            | 7                                        | 4772                       |                       | Oberhausen-Frintrop                     |
| Biefang              | Liste der Straßen in Oberhausen-Biefang         | Sterkrade      | 25                            | 10                                       | 2800                       | 1,29                  |                                         |
| Borbeck              | Liste der Straßen in Oberhausen-Borbeck         | Alt-Oberhausen | 19                            | 3                                        | 8169                       |                       |                                         |
| Buschhausen          | Liste der Straßen in Oberhausen-Buschhausen     | Sterkrade      | 63                            | 8                                        | 8533                       | 4,81                  | Forsterbruch                            |
| Dümpten              | Liste der Straßen in Oberhausen-Dümpten         | Alt-Oberhausen | 46                            | 11                                       |                            |                       |                                         |
| Holten               | Liste der Straßen in Oberhausen-Holten          | Sterkrade      | 56                            | 8                                        | 5520                       | 3,43                  | Waldteich                               |
| Innenstadt           | Liste der Straßen in Oberhausen-Innenstadt      | Alt-Oberhausen | 46                            | 7                                        |                            |                       |                                         |
| Klosterhardt         | Liste der Straßen in Oberhausen-Klosterhardt    | Osterfeld      | 34                            | 5                                        | 5790                       |                       | Jacobisiedlung                          |
| Knappenviertel       | Liste der Straßen in Oberhausen-Knappenviertel  | Alt-Oberhausen | 21                            | 5                                        |                            |                       | Brücktorviertel, Uhlandviertel          |
| Königshardt          | Liste der Straßen in Königshardt                | Sterkrade      | 42                            | 6                                        | 7547                       | 6,66                  | Kleekamp                                |
| Lirich               | Liste der Straßen in Oberhausen-Lirich          | Alt-Oberhausen | 38                            | 3                                        | 7174                       | 4,08                  |                                         |
| Lirich-Süd           | Liste der Straßen in Oberhausen-Lirich-Süd      | Alt-Oberhausen | 36                            | 5                                        | 8206                       | 1,51                  | City West, Alstadener Heide             |
| Marienviertel        | Liste der Straßen in Oberhausen-Marienviertel   | Alt-Oberhausen | 30                            | 10                                       |                            |                       | Bismarckviertel, Theaterviertel         |
| Neue Mitte           | Liste der Straßen in Oberhausen-Neue Mitte      | Alt-Oberhausen | 27                            | 6                                        |                            |                       | Siedlung Grafenbusch                    |
| Osterfeld-Heide      | Liste der Straßen in Oberhausen-Osterfeld-Heide | Osterfeld      | 53                            | 8                                        | 7790                       |                       | Eisenheim, Stemmersberg                 |
| Osterfeld-Mitte      | Liste der Straßen in Oberhausen-Osterfeld-Mitte | Osterfeld      | 61                            | 13                                       |                            |                       | Osterfeld-Süd                           |
| Rothebusch           | Liste der Straßen in Oberhausen-Rothebusch      | Osterfeld      | 26                            | 8                                        | 5496                       | 1,30                  |                                         |
| Schlad               | Liste der Straßen in Oberhausen-Schlad          | Alt-Oberhausen | 30                            | 7                                        |                            |                       |                                         |
| Schmachtendorf       | Liste der Straßen in Schmachtendorf             | Sterkrade      | 58                            | 9                                        | 8458                       | 3,33                  | Waldhuck                                |
| Schwarze Heide       | Liste der Straßen in Oberhausen-Schwarze Heide  | Sterkrade      | 47                            | 11                                       | 8800                       | 3,11                  | Weierheide                              |
| Sterkrade-Mitte      | Liste der Straßen in Oberhausen-Sterkrade-Mitte | Sterkrade      | 75                            | 8                                        | 8271                       |                       |                                         |
| Styrum               | Liste der Straßen in Oberhausen-Styrum          | Alt-Oberhausen | 34                            | 9                                        | 6778                       | 0,97                  |                                         |
| Tackenberg-Ost       | Liste der Straßen in Oberhausen-Tackenberg-Ost  | Osterfeld      | 42                            | 7                                        | 6049                       |                       | Klosterhardt-Nord                       |
| Tackenberg-West      | Liste der Straßen in Oberhausen-Tackenberg-West | Sterkrade      | 61                            | 15                                       | 9087                       |                       |                                         |
| Vonderort            | Liste der Straßen in Oberhausen-Vonderort       | Osterfeld      | 21                            | 5                                        |                            |                       | Siedlung Vondern                        |
| Walsumermark         | Liste der Straßen in Walsumermark               | Sterkrade      | 74                            | 6                                        | 9320                       | 7,77                  | Brink, Im Fort, Neuköln                 |

## Straßen in Oberhausen

### A
| Straßenname             | Stadtteil                    | Herleitung | Bemerkungen |
| ----------------------- | ---------------------------- | --- | --- |
| Aachener Straße         | Schmachtendorf               | nach der Stadt Aachen | |
| Ackerfeldstraße         | Sterkrade                    | Der Name deutet auf Äcker und Felder hin | |
| Ackerstraße             | Osterfeld-Heide              | An der Ackerstraße lagen früher Äcker der umliegenden Bauern | |
| Adolfstraße             | Oberhausen-Ost               | benannt nach dem männlichen Vornamen Adolf | Namenshäufung (Siedlung der Gutehoffnungshütte: männliche Vornamen) |
| Ahornstraße             | Lirich                       | nach den Ahornen benannt | Namenshäufung (Namen aus der Botanik) |
| Akazienstraße           | Alstaden, Styrum             | auf Wunsch der Anwohner nach den Akazien benannt | ursprünglicher Name: Vegetasche, Fegetaschen waren im Mittelalter Wegelagerer, die die „Taschen fegten“, also die Leute ausraubten                                                            |
| Aktienstraße            | Stemmersberg/Osterfeld-Heide | Die Aktienstraße liegt in der Siedlung Stemmersberg, alle Straßen dort wurden von der Gutehoffnungshütte, Aktienverein für Bergbau und Hüttenbetrieb angelegt und dementsprechend benannt                                   | Namenshäufung (Siedlung Stemmersberg: Bezug zur Gutehoffnungshütte) |
| Albertstraße            | Lirich                       | | bis 1936: Schützenstraße, an ihr lag der Scheibenstand des Oberhausener Schützenvereins |
| Albrechtstraße          | Sterkrade-Mitte              | nach Prinz Albrecht von Preußen, der 1895 das an der Straße befindliche Johanniterkrankenhaus eingeweiht hatte | bis 1933 Mauerstraße |
| Aldekamp                | Alsfeld                      | „altes, abgegrenztes Feld“ | |
| Alemannenstraße         | Buschhausen                  | benannt nach dem Stamm der Alemannen | |
| Alfredstraße            | Lirich                       | nach dem männlichen Vornamen Alfred benannt | |
| Alleestraße             | Lirich                       | wegen der alleeartigen, beidseitigen Bepflanzung der Straße | 1936–1945 König-Heinrich-Straße |
| Almastraße              | Styrum                       | benannt nach dem weiblichen Vornamen Alma | zwischen Pomp- und Mülheimer Straße früher Josefstraße, zwischen Pomp- und Nohlstraße bis 1937 Wolffstraße, nach dem Pfarrer aus Mülheim, der 1860 die erste Kapelle in Styrum errichten ließ |
| Alsenstraße             | Innenstadt                   | in Erinnerung an die Schlacht von Alsen, die die preußisch-österreichische Allianz im Deutsch-Dänischen Krieg gewann | |
| Alsfeldstraße           | Alsfeld                      | „Feld am Alsbach“ | früher Alsfeldweg |
| Alstadener Straße       | Alstaden                     | Benannt nach der alten Bauerschaft Alstaden an der Ruhr, zu der sie zwischen 1862 und 1910 die Grenzstraße war. | lange Zeit im Volksmund Holländer Straße, weil sich hier zur Zeit der Industrialisierung viele holländische Familien niedergelassen hatten                                                    |
| Alsterfeld              | Alstaden                     | Alste ist niederfränkisch für Alstaden, also Alstadener Feld | bis 1910 Bahnstraße |
| Alte Heid               | Oberhausen-Ost               | Die Alte Heid war ein Teil der Lipper Heide. Sie befindet sich im Knappenviertel. | |
| Altenberger Straße      | Lirich                       | benannt nach der Zinkfabrik Altenberg | |
| Alte Walz               | Neue Mitte                   | 1828/1830 wurde von der Gutehoffnungshütte an dieser Straße ein Blechwalzwerk angelegt, das den Beginn des Walzwerkes Oberhausen darstellte. Dieses Walzwerk hieß im Volksmund bis zum Abriss in den 90er Jahren Alte Walz. | |
| Altmarkt                | Innenstadt                   | Seit der Gemeindegründung 1862 wird hier der Oberhausener Wochenmarkt abgehalten. | Das Gelände wurde 1859 durch den Kaufmann Wilhelm Stöckmann der Gemeinde Styrum geschenkt, die darauf einen Marktplatz errichtete (siehe auch Stöckmannstraße).                               |
| Altonaer Straße         | Tackenberg-West              | nach Hamburg-Altona | Namenshäufung (norddeutsche Städtenamen) |
| Amalienstraße           | Alsfeld                      | Anna Amalia von Braunschweig-Wolfenbüttel, 1739, 1807, Herzogin von Sachsen-Weimar, galt als künstlerisch beseelt und machte Weimar zum kulturellen Mittelpunkt ihrer Zeit.                                                 | Fußgängerweg im Alsfeldgrüngürtel |
| Am Aldenkampshof        | Weierheide                   | | |
| Am Barchembach          | Borbeck                      | erinnert an den früher offenen Wasserlauf Barchembach | |
| Am Barmscheidsgrund     | Sterkrade-Nord/Walsumermark  | Der Barmscheidshof war ein Rodungshof der Abtei Hamborn. | Der Barmscheidsgrund ist schon um 1139 in der Gründungsurkunde des Klosters Hamborn als „in Bantzscheid unum mansum“ („in Bantzscheid eine Hufe“) erwähnt.                                    |
| Am Damm                 | Oberhausen-Ost, Neue Mitte   | Die Straße liegt unterhalb eines Bahndamms. | bis 1936 Dammstraße |
| Am Dicken Stein         | Tackenberg-Ost               | Benannt nach zwei Findlingen aus rotem Granit, die früher die Grenze zwischen preußisch-klevischem Sterkrade und vestischem Osterfeld anzeigten.                                                                            | |
| Am Dunkelschlag         | Sterkrade-Nord/Walsumermark  | Der Dunkelschlag ist ein Wald, der früher einen Nadelholzbestand hatte, der wegen seiner Dichte dunkel war. | |
| Am Flachskamp           | Sterkrade-Nord/Walsumermark  | Hier wurde noch bis zur Jahrhundertwende Flachs angebaut. | |
| Am Flasdieck            | Königshardt                  | Hier wurde noch bis zur Jahrhundertwende Flachs angebaut, den man in Wasserlöchern verrotten ließ, bis man die Fasern herauslösen konnte. Flasdieck bedeutet Flachs-Teich und meint also ein solches Wasserloch.            | |
| Am Förderturm           | Lirich                       | Auf dem Gelände des heutigen Bero-Zentrums befand sich hier bis 1968 die Schachtanlage 2/3 der Zeche Concordia. | |
| Am Freitagshof          | Stemmersberg/Osterfeld-Heide | Hier befand sich früher der gleichnamige Hof, der dem Bauern Stemmer gehörte. | |
| Am Friedhof             | Sterkrade-Mitte              | Die Straße ist nach dem katholischen Friedhof an der Wittestraße benannt. | |
| Am Froschenteich        | Oberhausen-Ost               | Der Grundwasserspiegel war hier einst sehr hoch, sodass sich Teiche bildeten, in denen Frösche lebten. | |
| Am Grafenbusch          | Neue Mitte                   | Benannt nach der Siedlung Grafenbusch, die ihren Namen wiederum vom Namen des benachbarten Waldes im Volksmund, Grafenbusch, hat.                                                                                           | |
| Am Haferkamp            | Vondern                      | benannt nach dem Bauernhof Haferkamp | |
| Am Hallenbad            | Sterkrade-Mitte              | Die Straße liegt am Hallenbad Sterkrade. | bis 1929 Teil der Hüttenstraße, bis 1966 Teil der Bahnhofstraße |
| Am Handbruch            | Holten                       | Der Handbach floss hier lange Zeit durch bruchiges Gelände. | |
| Am Heisterkamp          | Sterkrade-Nord/Walsumermark  | In Heisterkämpen wurden Jungpflanzen gezogen, bis sie groß genug waren, um in der Mark ausgepflanzt zu werden. | |
| Am Holl                 | Alstaden                     | | |
| Am Kaisergarten         | Oberhausen-Mitte             | liegt direkt am Kaisergarten | bis 1936 Hammerstraße |
| Am Kreutz               | Dümpten                      | Wahrscheinlich stand hier früher ein Kreuz, das bei Prozessionen und Bittgängen als Station diente. | Die Schreibweise „Kreutz“ statt „Kreuz“ lässt auf einen sehr alten Namen schließen. |
| Am Landgraben           | Barmingholten                | Der Landgraben ist ein kleiner Bach aus dem nordöstlichen Teil der Hühnerheide. | |
| Am Leitgraben           | Schmachtendorf               | Der Leitgraben war früher ein kleiner Bach, der in den Waldteichgraben mündete, der wiederum in den Mühlenbach mündete. | |
| Am Lepkesbach           | Oberhausen-Ost               | Hier liegt der Läppkes Mühlenbach. | |
| Am Lohbruch             | Königshardt                  | Lohbruch ist die Bezeichnung für ein bruchiges Gebiet mit Eichenbestand, aus dem Lohe (Rinde) gewonnen wurde, die zur Ledergerbung nötig war.                                                                               | |
| Am Mattenshof           | Schmachtendorf               | | |
| Am Mühlenbach           | Rothebusch                   | Der Mühlenbach führt genau an dieser Straße entlang. | |
| Am Pagenkamp            | Schmachtendorf               | zum Parkampshof gehöriges Gelände | |
| Am Ringofen             | Sterkrade-Nord/Walsumermark  | benannt nach dem Ringofen der Ziegelei Kahlen | |
| Am Römerwall            | Barmingholten                | Römerwall bezeichnet hier eine alte Landwehr, die entgegen einem weit verbreiteten Irrtum nicht römischen, sondern klevischen Ursprungs ist.                                                                                | bis 1917 Blumenstraße |
| Am Ruhrufer             | Alstaden                     | direkt am Ufer der Ruhr gelegen | bis 1937 Uferstraße |
| Am Sandhügel            | Sterkrade-Nord/Walsumermark  | Im Bereich dieser Straße entstand früher durch Winde ein Sandhügel. | |
| Am Schacht IV           | Klosterhardt                 | Hier entsteht eine neue Siedlung um den ehem. Schacht IV der Zeche Osterfeld | |
| Am Scharfen Knick       | Alstaden                     | Die Straßenführung gab den Anlass für den Straßennamen, die Straße verläuft zunächst parallel zur Kuhle, bevor sie fast einen rechten Winkel (eben einen scharfen Knick) macht und auf die Kuhle stößt                      | bis 1910 Jahnstraße, umgangssprachlich meist nur Scharfenknick |
| Am Spechtgraben         | Königshardt                  | erinnert an den heute ausgetrockneten Bach Spechtgraben | |
| Am Stadtgraben          | Holten                       | Zum Schutz des Orts wurde rund um Holten der Stadtgraben gebaut. Die Straße folgt dessen Verlauf. | |
| Am Steinberg            | Osterfeld-Mitte              | alte Flurbezeichnung | |
| Am Stemmersberg         | Stemmersberg/Osterfeld-Heide | Die Hochfläche, auf die diese Straße führt, trägt genau wie die zugehörige Siedlung den Namen Stemmersberg. Dies leitet sich vom Bauern Hermann Stemmer ab, dem um 1850 herum der Freitagshof gehörte.                      | |
| Am Stemmersgraben       | Osterfeld-Heide              | Früher lag hier der Bach Stemmersgraben, der das Feld des Hofs des Bauern Hermann Stemmer entwässerte. | |
| Am Tannenbusch          | Sterkrade-Nord/Walsumermark  | Hier lag früher ein Fichtenbestand, der in der sonst nur weidemäßig genutzten Walsumer Haardt sehr auffällig war. | |
| Am Teppershof           | Osterfeld-Süd                | Hier lag früher der Teppershof. | |
| Am Tüsselbeck           | Schmachtendorf               | liegt am Wasserlauf Tüsselbeck | bis 1917 Viktoriastraße |
| Am Uhlensterz           | Sterkrade-Nord/Walsumermark  | Die Straße liegt am südlichen Zipfel des Hiesfelder Waldes, der Uhlensterz genannt wird. Dieser Name deutet auf viele Eulen hin.                                                                                            | |
| Am Veenteich            | Sterkrade-Nord/Walsumermark  | Veen bedeutet „mooriges Gebiet“. | |
| Am Vogelherd            | Königshardt                  | Hier lag lange Zeit einer der letzten Vogelherde der Stadt. | |
| Am Vondernsprung        | Vondern                      | Der Vondernsprung ist ein tektonischer Sprung unter Vonderort, der die Erdschichten um 160 Meter verwirft. | |
| Am Walde                | Alsfeld                      | liegt am Wald Dunkelschlag | |
| Am Wall                 | Alstaden                     | Die alte Bergische Landwehr verlief einst an dieser Stelle, der Name erinnert an ihre Wälle. | |
| Am Wehrgraben           | Biefang                      | Der Wehrgraben war Teil eines alten Landwehrsystems. | |
| Am Winningshof          | Buschhausen                  | benannt nach dem gleichnamigen Bauernhof | |
| Am Ziegelkamp           | Alsfeld                      | liegt in einem ehemaligen Ziegeleigelände | |
| Amboßstraße             | Alstaden                     | benannt nach der alten Schmiede Eickelkamp | bis 1910 Schmiedstraße |
| Ammerweg                | Königshardt                  | nach den Ammern benannt | Namenshäufung (Vogelnamen) |
| Amselstraße             | Klosterhardt                 | benannt nach den Amseln | |
| Amsterdamer Straße      | Neue Mitte                   | Die Stadt Amsterdam ist Heimat des ersten Geschäftsführers des CentrO, Hans Matthijsse. Außerdem weist der Name auf die nachbarschaftliche Verbindung zu den Niederlanden hin.                                              | |
| An den Kopfweiden       | Sterkrade-Nord/Walsumermark  | Kopfweide, Baumgattung, die typisch für den Niederrhein ist | |
| An der Guten Hoffnung   | Sterkrade-Mitte              | auf dem ehemaligen Werksgelände des Werks I der GHH in der Sterkrader Innenstadt entstand 2011 das Seniorenzentrum „Gute Hoffnung“                                                                                          | |
| An der Hüttenbahn       | Osterfeld-Heide              | | |
| An der Pannhütte        | Sterkrade-Nord/Walsumermark  | „Dachpfannen-Ziegelei“ | |
| An der Schlenke         | Barmingholten                | Die Schlenke ist ein alter Wasserlauf, der seinen Namen von den vielen Windungen („Schlenkern“) in seinem Verlauf hat. | bis 1937 Seilerweg |
| An der Tongrube         | Sterkrade-Nord/Walsumermark  | Hier befand sich früher eine Tongrube. | |
| An Kahlens Kuhle        | Sterkrade-Nord/Walsumermark  | alte Mergelkuhle | |
| An Sankt Jakobus        | Tackenberg-Ost               | Hier befindet sich die Schul- und Sozialkirche St. Jakobus in Osterfeld e. V. | bis 2007 Teil der Tackenbergstraße |
| Andreas-Hofer-Straße    | Rothebusch                   | Andreas Hofer, 1767–1810, Anführer des Tiroler Volksaufstands. | |
| Angerstraße             | Sterkrade-Mitte              | „grasbewachsenes Land, Dorfplatz“, vermutlich gab es hier früher Wiesen und Weiden. | |
| Anhalter Straße         | Sterkrade-Mitte              | nach Anhalt benannt | Namenshäufung (deutsche Länder) |
| Ankerstraße             | Borbeck                      | Erinnert an die ehemalige Schleuse III des Rhein-Herne-Kanals, an der die Schiffe vor Anker gingen, wenn sie warten mussten.                                                                                                | bis 1940 An der Schleuse |
| Annabergstraße          | Marienviertel                | nach dem St. Annaberg benannt | bis 1934 Beaumontstraße |
| Annastraße              | Lirich                       | nach der heiligen Anna benannt | |
| Antoniestraße           | Klosterhardt                 | benannt nach der St.-Antony-Hütte | |
| Antoniusplatz           | Alstaden                     | benannt nach der katholischen Antoniuskirche, die ihren Namen wiederum auf die benachbarte Antoniusschule zurückführt, die ihrerseits nach dem heiligen Antonius von Padua benannt ist                                      | |
| Antonstraße             | Lirich                       | Der Bauunternehmer Anton Bartmann errichtete hier die ersten Häuser. | |
| Antwerpener Straße      | Schmachtendorf               | Zum Zeitpunkt der Umbenennung hatten die deutschen Truppen gerade die belgische Stadt Antwerpen eingenommen. | bis 1917 Brunhildstraße |
| Arenastraße             | Neue Mitte                   | liegt an der König-Pilsener-Arena | |
| Ardesstraße             | Biefang                      | Die Straße führt zum Ardeshof. | |
| Arenbergstraße          | Tackenberg-Ost               | nach dem Adelsgeschlecht Arenberg benannt | bildet den Kernbereich der in den 50er Jahren erbauten „Tackenbergsiedlung“ |
| Arminstraße             | Osterfeld-Süd/Vondern        | Arminius, Fürst der Cherusker, der das römische Heer unter Varus im Teutoburger Wald vernichtete | bis 1936 Bruchstraße |
| Arndtstraße             | Oberhausen-Ost               | Ernst Moritz Arndt, 1769–1860, Historiker und Dichter | Namenshäufung (Dichter) |
| Arnheimer Straße        | Schmachtendorf               | benannt nach der Stadt Arnheim | |
| Arnoldstraße            | Schmachtendorf               | benannt nach dem männlichen Vornamen Arnold | bis 1917 Oskarstraße |
| Arnold-Rademacher-Platz | Sterkrade-Mitte              | Arnold Rademacher (1890–1930) war ein Eisenbahngewerkschaftler und Stadtverordneter, der 1933 unter den Nationalsozialisten entlassen und bis 1945 mehrmals in „Schutzhaft“ genommen wurde.                                 | |
| Auf dem Horst           | Borbeck                      | alte Katasterbezeichnung für eine nach Erdeinbrüchen herausragende Restfläche | |
| Auf der Haardt          | Sterkrade-Nord/Walsumermark  | erinnert an die alte Bezeichnung „Walsumer Haardt“, meint in diesem Fall eine Heide | bis 1917 Teil der damaligen Heidstraße, später Lönsstraße |
| Auf der Höhe            | Sterkrade-Nord/Walsumermark  | | |
| Auf der Höchte          | Osterfeld-Mitte              | | |
| Auf der Hütung          | Sterkrade-Nord/Walsumermark  | Hier wurden früher Schafe gehütet. | |
| Augustastraße           | Sterkrade-Mitte              | Augusta von Sachsen-Weimar-Eisenach, 1811–1890, seit 1871 als Ehefrau Kaiser Wilhelms I. Kaiserin von Deutschland | |
| Auguststraße            | Schmachtendorf               | nach der Clownfigur Dummer August benannt | |
| August-Schmidt-Straße   | Klosterhardt                 | August Schmidt, 1878–1965, Gewerkschafter und Politiker der SPD | |

### B
| Straßenname            | Stadtteil                         | Herleitung | Bemerkungen |
| ---------------------- | --------------------------------- | --- | --- |
| Babcockallee           | Alstaden                          | Die Deutsche Babcock errichtete hier 1967 Mehrfamilienhäuser | Das größte der Mehrfamilienhäuser wird im Volksmund Babcockhochhaus genannt und ist das höchste Gebäude im Stadtteil Alstaden |
| Bachaue                | Schmachtendorf                    | verläuft am alten Leitgraben | |
| Bachsteg               | Tackenberg-West                   | Hier führte schon immer ein Steg über den Reinersbach. | |
| Bachstraße             | Buschhausen                       | Hier flossen früher einige Bäche. | |
| Backhausweg            | Königshardt                       | | |
| Badenstraße            | Schwarze Heide                    | benannt nach Baden | Namenshäufung (deutsche Länder/Stämme) |
| Bahnhofstraße          | Sterkrade-Mitte                   | Die Straße liegt am Sterkrader Bahnhof. | um 1727 Kutze straadt (führte im weiteren Verlauf wech von Starkruth nach Dorsten, bis 1934 zwischen Steinbrink- und Dorstener Straße Hüttenstraße)                                                                                          |
| Bahnstraße             | Holten                            | Die Straße führt zum Holtener Bahnhof. | früher teils Der lange Weg, teils Steinstraße, ab 1842 bis 1886 Zollernstraße, bis 1908 Bahnhofstraße |
| Barbarastraße          | Oberhausen-Ost                    | Hier liegt das Barbarastift der katholischen Gemeinde St. Johannes Evangelist. Sie liegt im Schladviertel. | |
| Barmingholtener Straße | Barmingholten                     | benannt nach Barmingholten selbst | bis 1917 Hirtenstraße |
| Baststraße             | Klosterhardt                      | Der Bast ist das Weichgewebe vor dem nach innen wachsenden Holz einer Birke. Vor der Besiedlung standen hier viele Birken. | Der Straßenname steht in Bezug zur Birken- und zur Borkstraße. Liegt in der „Birkenhofsiedlung“ |
| Bauerfeld              | Dümpten                           | Hier lagen früher und teilweise liegen hier auch noch heute die Felder mehrerer Bauern. | bis 1910 Wehrwolfstraße |
| Baumberger Weg         | Sterkrade-Mitte                   | | |
| Baumstraße             | Rothebusch                        | steht in Bezug zum Waldgebiet Rothebusch | |
| Baustraße              | Osterfeld-Mitte                   | Eine Straße, auf der eben gebaut wurde. | bis 1933 am Stadtfriedhof Osterfeld Friedhofstraße |
| Bayernstraße           | Schwarze Heide                    | nach Bayern benannt | Namenshäufung (deutsche Länder/Stämme) |
| Bebelstraße            | Alstaden, Lirich                  | benannt nach August Bebel, Mitbegründer der SPD | Hauptstraße des Stadtteils Alstaden, vor der Jahrhundertwende Treibweg, weil hier das Vieh in die Ruhrauen getrieben wurde, bis 1937 im Oberhausener Teil Westendstraße und im Alstadener Teil Kaiserstraße, bis 1947 insgesamt Kaiserstraße |
| Beckerstraße           | Oberhausen-Ost                    | Die Grundstücke an dieser Straße gehörten zum Beckerhof. | |
| Beckstraße             | Osterfeld-Mitte                   | Die Straße fällt von der Rheinhochterrasse am Bach Düsselbeck steil ab. | |
| Beeckerortstraße       | Buschhausen                       | Die Einwohner von Beeck schafften durch Rodungen im 14. Jahrhundert den Platz für die Besiedlung von Buschhausen. | |
| Beeckstraße            | Biefang                           | früher Verbindungsstraße von Biefang nach Beeck | |
| Beerenstraße           | Biefang, Schwarze Heide           | Hier wuchsen früher viele Brombeeren. | bis 1903 Grenzweg |
| Beerkamp               | Alsfeld                           | alte Katasterbezeichnung, bedeutet „eingegrenztes Feld mit Bären“ | |
| Beethovenstraße        | Tackenberg-West, Sterkrader Heide | Ludwig van Beethoven, 1770–1827, Komponist | Namenshäufung (Komponisten) bis 1936 Kaiserstraße |
| Behrensstraße          | Alstaden                          | benannt nach Carl Behrens, der 1904 die Zeche Alstaden kaufte und sie der Hibernia AG eingliederte | bis 1910 Friedrich-Karl-Straße |
| Benzstraße             | Alstaden                          | benannt nach Carl Benz, Ingenieur und Bahnbrecher der neuzeitlichen Autoentwicklung | Namenshäufung (Autobauer) |
| Bergische Hufe         | Schmachtendorf                    | Bergische Hufe ist der alte Ausdruck für das heutige Kerngebiet Schmachtendorfs. Der Name bedeutet „hügeliges Bauerngut“. | bis 1917 Teil der Forststraße |
| Bergmannstraße         | Styrum                            | | |
| Bergstraße             | Osterfeld-Mitte, Rothebusch       | führt hinauf zur Teutoburger Straße auf 78 Meter Höhe | früher zwischen Gildenstraße und Bahnhof Osterfeld-Nord Bahnhofstraße, zwischen Bahnhof und Michelstraße Welschestraße, ab Michelstraße Bergstraße                                                                                           |
| Berliner Straße        | Eisenheim/Osterfeld-Heide         | nach der Stadt Berlin benannt | |
| Bermensfeld            | Oberhausen-Ost                    | alte Katasterbezeichnung, erinnert an das Rittergut Bermen in der Lipper Heide, ehemals zum Stift Essen gehörend. | bis 1915 Heidestraße |
| Bernardusstraße        | Sterkrade-Mitte                   | liegt an der katholischen Kirche St. Bernardus | |
| Bertastraße            | Tackenberg-West                   | benannt nach dem weiblichen Vornamen Berta | in Bezug zur benachbarten Marthastraße |
| Bertholdstraße         | Rothebusch                        | benannt nach dem männlichen Vornamen Berthold | bis 1929 Querstraße |
| Beselerstraße          | Schmachtendorf                    | Hans von Beseler, 1850–1921, General im Ersten Weltkrieg. | bis 1914 teilweise Gladbacher Straße, bis 1917 Hagenstraße |
| Biefangstraße          | Biefang, Schwarze Heide           | führt nach Biefang | |
| Biggestraße            | Alstaden                          | benannt nach dem Fluss Bigge | Namenshäufung („Siedlungen“ in Alstaden nahe der Ruhr: Zuflüsse der Ruhr) |
| Bilsestraße            | Barmingholten                     | Hier wuchsen früher Bilsenkräuter. | bis 1917 bereits Bilsestraße, bis 1937 Schlosserstraße |
| Birkenstraße           | Klosterhardt                      | früher ein heidebewachsenes Brachgelände mit Birken, später Teil der Birkenhofsiedlung | Der Straßenname steht in Bezug zur Bast- und zur Borkstraße. |
| Birkenhof              | Klosterhardt                      | | Liegt in der „Birkenhofsiedlung“ |
| Birkhahnstraße         | Königshardt                       | willkürlich nach dem Birkhahn benannt. Sie befindet sich in der Siedlung Kleekamp. | |
| Bismarckstraße         | Oberhausen-Ost                    | Otto von Bismarck, 1815–1898, Gründer und erster Kanzler des Deutschen Reichs | |
| Blattstraße            | Alstaden                          | angeblich wegen der Bauweise der aneinanderstehenden Häuser | bis 1910 Nordstraße |
| Blettgensweg           | Alstaden                          | benannt nach der Gastwirtsfamilie Blettgen | |
| Bleysfeld              | Oberhausen-Ost                    | zum Bleyshof gehöriges Feld | |
| Blockstraße            | Alstaden                          | Hier stand ehemals eine Blockstelle an der Bergisch-Märkischen Eisenbahn, die 1995 stillgelegt wurde. | |
| Blücherplatz           | Innenstadt                        | Gebhard Leberecht von Blücher, 1742–1819, Feldmarschall in den Befreiungskriegen | |
| Blücherstraße          | Innenstadt                        | siehe Blücherplatz | |
| Blumbergstraße         | Lirich                            | Hier errichtete die Firma Carl Blumberg & Cie um 1870 eine Teerfabrik und Arbeiterhäuser. | |
| Blumenthalstraße       | Innenstadt                        | Leonhard von Blumenthal, 1810–1900, Generalfeldmarschall in den Einigungskriegen | |
| Blumenstraße           | Styrum                            | | führt den Namen, den sie in Mülheim trägt, fort |
| Bocholter Straße       | Tackenberg-Ost/Klosterhardt-Nord  | benannt nach Bocholt | |
| Bockmühlenstraße       | Klosterhardt                      | Hier stand bereits um 1805 und bis zum Zweiten Weltkrieg die Bockmühle. | |
| Bodenstraße            | Sterkrade-Mitte                   | Die Bodenstraße liegt in der Nähe der Ackerfeld- und der Grundstraße. Die Begriffe „Grund“, „Boden“, „Acker“ und „Feld“ sind alle bedeutungsähnlich.                                                                                             | Namenshäufung (Wortfeld Boden) |
| Bogenstraße            | Styrum                            | Die Straße macht in ihrem Verlauf zwei Bögen. | |
| Bonetstraße            | Alstaden                          | erinnert an den früheren Grundbesitzer Bonet | Das Gebiet, in dem die Straße liegt, wurde früher auch als hinter Bonets Garten bezeichnet. |
| Bonmannplatz           | Lirich                            | alte Liricher Familie | |
| Bonmannstraße          | Lirich                            | siehe Bonmannplatz | |
| Borbecker Straße       | Sterkrade-Mitte                   | benannt nach Borbeck | |
| Borbruchstraße         | Neuköln                           | Der Borbruch („Quellen-Bruch“) ist ein Gebiet in der Schlägerheide, aus dem Wasser sickert, das durch den Borbuchgraben in den Rotbach fließt.                                                                                                   | |
| Borkener Straße        | Osterfeld-Mitte                   | benannt nach Borken | Namenshäufung (westfälische Kleinstädte) |
| Borkstraße             | Klosterhardt                      | Die Borke ist die äußerste Schicht bei den meisten Bäumen. Vor der Besiedlung standen hier viele Birken. | Der Straßenname steht in Bezug zur Bast- und zur Birkenstraße. Liegt in der „Birkenhofsiedlung“ |
| Bottroper Straße       | Osterfeld-Mitte                   | Benannt nach der Nachbarstadt Bottrop, mit der Osterfeld eng verbunden ist. | bis 1936 zwischen Sterkrader Straße und Rheinischer Eisenbahn Oberhausener Straße und zwischen Rheinischer Eisenbahn und Westfälischer Straße Hauptstraße                                                                                    |
| Brackstraße            | Osterfeld-Heide                   | Die Straße wurde auf den Grundstücken des Bergmanns Wilhelm Brackmann angelegt. | |
| Brahmkampstraße        | Vondern                           | „Brahmkamp“ bezeichnet ein eingegrenztes Feld am Rande eines Brachlandes. | |
| Brahmsweg              | Alsfeld                           | Johannes Brahms, 1833–1897, Musiker und Komponist | Namenshäufung (Komponisten) |
| Brammenring            | Neue Mitte                        | Hier befanden sich ehemals das Elektrostahlwerk sowie die Stranggießanlagen von Thyssen. | |
| Brandenburger Straße   | Sterkrade-Mitte                   | benannt nach Brandenburg | |
| Braunschweigstraße     | Schwarze Heide                    | benannt nach dem Herzogtum Braunschweig | Namenshäufung (deutsche Länder) |
| Breilstraße            | Vondern                           | alte Katasterbezeichnung („Breilwiese“) | |
| Breitenbruch           | Alstaden                          | „breiter Sumpf“, Bruchsenkung der oberen Niederterrasse zum Rhein | Betonung auf der letzten Silbe (IPA: [bʁaɪ̯tn̩ˈbʁʊχ]) bis 1910 Luisenstraße |
| Bremener Straße        | Tackenberg-West, Sterkrader Heide | benannt nach der norddeutschen Stadt Bremen | Namenshäufung (norddeutsche Städte) |
| Bremenkampstraße       | Schmachtendorf                    | Hier lag früher der Bremekampshof. „Bremekamp“ lässt sich als eingegrenztes Feld am Rande eines Brachlandes verstehen. | früher Brömmekampstraße, später 1917 Kreuzstraße und südlich der Waldhuckstraße Peterstraße |
| Bremerhavener Straße   | Tackenberg-West                   | benannt nach der norddeutschen Stadt Bremerhaven | Namenshäufung (norddeutsche Städte) |
| Brinkstraße            | Buschhausen                       | Brink bedeutet „kleiner Grashügel“ oder „feuchte Wiesenstelle“. | |
| Brögel                 | Alstaden                          | Brögel ist eine mundartliche Bezeichnung für einen Steg oder eine Brücke. Hier wurde 1855 beim Bau der Stammstrecke der Köln-Mindener Eisenbahn-Gesellschaft eine Brücke über einen Wassergraben gebaut.                                         | |
| Brohmstraße            | Klosterhardt                      | Brohm könnte „Ginsterstrauch“ oder „Brombeeren“ bedeuten. | Liegt in der „Birkenhofsiedlung“ |
| Broicher Straße        | Alstaden                          | broich, brooch bezeichnet ein Sumpfgebiet, hier lag früher der Nordrand des Breitenbruchs | bis 1910 Franzenkamp |
| Bromberger Straße      | Sterkrader Heide                  | nach Bromberg benannt | |
| Bronkhorststraße       | Sterkrade-Mitte, Tackenberg-West  | Das Gebiet gehörte früher Wilhelm Bronkhorst zu Boehmerskath. | |
| Bruchsteg              | Holten                            | Steg ist eine niederrheinische Bezeichnung für Straßen und Wege, die von einer Hauptstraße abgehen. Bruch bezieht sich auf den Holtener Bruch.                                                                                                   | |
| Bruckmannskate         | Sterkrade-Nord/Walsumermark       | | |
| Brücktorstraße         | Oberhausen-Ost                    | Die Straße endet unmittelbar an der Brücke der Köln-Mindener Eisenbahn, die 1846 dem Stand der Technik entsprechend mit Torbögen für jedes einzelne Gleis errichtet wurde. Am Brücktor bürgerte sich schnell als Bezeichnung für das Gebiet ein. | bis 1911 zwischen Lipperheid- und Knappenstraße Kirchweg |
| Brüder-Grimm-Weg       | Alsfeld                           | Brüder Grimm (Jakob, 1785–1863, und Wilhelm, 1786–1859), Begründer der deutschen Philologie, Herausgeber von Kinder- und Hausmärchen und eines deutschen Wörterbuchs                                                                             | |
| Brüderstraße           | Sterkrade-Mitte                   | Die Brüder Schulte-Hubbert haben an dieser Straße die ersten Häuser gebaut. | |
| Brüsseler Straße       | Neue Mitte                        | Die Benennung nach Brüssel weist auf die westeuropäische, zentrale Lage des CentrO hin. | |
| Brunhildstraße         | Buschhausen                       | benannt nach der Sagengestalt Brunhild | Namenshäufung (Sagengestalten) |
| Brunostraße            | Alstaden                          | benannt nach dem männlichen Vornamen Bruno | bis 1910 Sandstraße, bis 1934 Hügelstraße |
| Brusbachstraße         | Barmingholten                     | Hier floss früher der Brusbach. | bis 1934 Ackerstraße |
| Buchenweg              | Walsumermark, Schmachtendorf      | Bis etwa 1920 stand hier ein Buchenhochwald des Sterkrader Walds, der einer modernen Siedlung weichen musste. | bis 1917 Königstraße |
| Bügelstraße            | Styrum                            | Die Straße bildet mit der Mülheimer Straße und der Grenzstraße in etwa die Form eines Bügeleisens. | |
| Bürgerstraße           | Alstaden                          | Hier lag früher das Alstadener Bürgerhaus, das später zum Carl-Sonnenschein-Haus, heute eine Einrichtung der Caritas, wurde. | |
| Bürgermeisterweg       | Königshardt, Schmachtendorf       | Wohl in Erinnerung an die Sterkrader Bürgermeister benannt. | |
| Bunsenstraße           | Holten                            | Robert Bunsen, 1811–1899, Erfinder des Bunsenbrenners | in Bezug zur nahen Ruhrchemie benannt bis 1929 Ziegelstraße |
| Burgstraße             | Holten                            | Auf dem Hügel, auf dem heute das Kastell Holten steht, stand früher eine Fliehburg. | |
| Buschhausener Straße   | Buschhausen, Lirich               | durchquert Buschhausen | von 1846 bis 1918 zwischen Duisburger Straße und Tannenbergstraße Mathildenstraße, zwischen Max-Eyth-Straße und Duisburger Straße Friedrichstraße bis 1945 Ludendorffstraße Erich Ludendorff                                                 |
| Buschheide             | Osterfeld-Heide                   | alte Katasterbezeichnung, steht für eine Heide mit Hochholz | bis 1935 Peterstraße |
| Buschkämpen            | Borbeck                           | alte Katasterbezeichnung, „mit Schutzbüschen eingegrenzte Felder“ | bis 1915 Eisenstraße |
| Buschmannsfeld         | Buschhausen                       | Die Straße wurde auf den Feldern des Buschmannshofs angelegt, der auch der Siedlung und dem späteren Stadtteil Buschhausen seinen Namen gab. | |
| Buschstraße            | Klosterhardt                      | angelegt in einem Bereich mit Schlagholz | |
| Bussardstraße          | Sterkrader Heide                  | benannt nach den Bussarden | Namenshäufung (Raubvögel) |

### C
| Straßenname                    | Stadtteil       | Herleitung | Bemerkungen |
| ------------------------------ | --------------- | --- | --- |
| Cäcilienstraße                 | Schmachtendorf  | nach der heiligen Cäcilia von Rom benannt | |
| Casinopark                     | Buschhausen     | erinnert an das frühere Landwirtschaftliche Casino Buschhausen, das Erntefestfeiern, Ausstellungen und Pferdeturniere organisierte           | |
| Centroallee                    | Neue Mitte      | Die Centroallee umschließt das Kernstück des CentrO.                                                                                         | |
| Charlottenstraße               | Alstaden        | Sophie Charlotte von Hannover, 1668–1705, Ehefrau von König Friedrich I. von Preußen, anerkannte, intelligente und kulturell engagierte Frau | bis 1910 Grünstraße |
| Cheruskerstraße                | Osterfeld-Mitte | nach den Cheruskern benannt | |
| Christian-Steger-Straße        | Innenstadt      | Christian Steger, 1872–1940, Bergmann, Landtagsabgeordneter der Zentrumspartei                                                               | bis 1947 Lüderitzstraße |
| Christinestraße                | Sterkrade-Mitte | Christine von Schweden, 1626–1689, von 1643 bis 1654 Königin von Schweden                                                                    | |
| Christoph-Schlingensief-Straße | Innenstadt      | Christoph Schlingensief, 1960–2010, Film- und Theaterregisseur sowie Autor                                                                   | bis 1935 Mittelstraße, bis 1959 Rudolf-Herzog-Straße (Rudolf Herzog), bis 2012 Pacellistraße (Eugenio Pacelli)                                   |
| Concordiaplatz                 | Lirich          | liegt inmitten einer Siedlung der Zeche Concordia                                                                                            | |
| Concordiastraße                | Lirich          | erinnert an die Zeche Concordia | um 1850 Wasserleitungsstraße, um 1911 Wilmsstraße, von der Gustav- bis zur Hansastraße Verbindungsstraße, ab 1921 bis 1936 insgesamt Wilmsstraße |
| Cuxhavener Straße              | Tackenberg-West | benannt nach Cuxhaven | Namenshäufung (norddeutsche Städte) |

### D
| Straßenname                | Stadtteil                   | Herleitung | Bemerkungen                                                                                          |
| -------------------------- | --------------------------- | --- | --- |
| Dachstraße                 | Alstaden                    | Robert Dach leitete von 1870 bis 1900 als Direktor die Zeche Alstaden.                                                                   | |
| Dachsstraße                | Alsfeld                     | benannt nach dem Dachs | Namenshäufung (Raubtiere)                                                                            |
| Daniel-Luft-Weg            | Sterkrade-Nord/Walsumermark | | |
| Dännenkamp                 | Barmingholten               | bedeutet „Tannenfeld“, weist auf den Nadelwald östlich der Bundesbahnlinie hin.                                                          | |
| Dahlienweg                 | Osterfeld-Mitte             | Auf Vorschlag der Anwohner nach den Dahlien, die hier früher durch die Gärtnerei Winkelheck angebaut worden sind, benannt.               | |
| Daimlerstraße              | Alstaden                    | Gottlieb Daimler (1834–1900), Ingenieur und Pionier des Kraftfahrzeugbaus                                                                | Namenshäufung (Autobauer) bis 1910 Blumenstraße, bis 1937: Gärtnerstraße                             |
| Dammstraße                 | Alsfeld                     | liegt am Damm der Bahnlinie Oberhausen-Emmerich                                                                                          | liegt in der Siedlung Dunkelschlag                                                                   |
| Danziger Straße            | Dümpten                     | benannt nach Danzig | bis 1934 Zechenstraße                                                                                |
| Dellerheide                | Barmingholten               | liegt an der Dellerheide („Heide, die in einer Geländesenke liegt“)                                                                      | |
| Dellwiger Straße           | Oberhausen-Ost              | benannt nach Dellwig | bis 1915 Bahnhofstraße                                                                               |
| Derfflingerstraße          | Alstaden                    | Georg von Derfflinger, 1606–1695, Generalfeldmarschall und Gründer der preußischen Armee                                                 | |
| Dianastraße                | Alsfeld                     | benannt nach Diana | |
| Dieckerhoffstraße          | Dümpten                     | führte zum Dieckermanns Hof | |
| Dieckerstraße              | Oberhausen-Ost              | lag am Dieckermanns Hof | |
| Dieningstraße              | Oberhausen-Ost              | Wilhelm Diening errichtete hier die ersten Häuser. Sie befindet sich im Schladviertel.                                                   | |
| Dienststraße               | Biefang                     | | bereits 1720 erwähnt                                                                                 |
| Diepenbruckstraße          | Buschhausen                 | alte Flurbezeichnung, „tiefliegendes, nasses Gelände“                                                                                    | bis 1914 hochdeutsch Tiefenbruchstraße                                                               |
| Dieselstraße               | Alstaden                    | Rudolf Diesel, 1858–1913, Erfinder des Dieselmotors                                                                                      | Namenshäufung (Autobauer) bis 1910 Neustraße, bis 1936 Gewannstraße                                  |
| Dietrich-Bonhoeffer-Straße | Oberhausen-Ost              | Dietrich Bonhoeffer, 1906–1945, evangelischer Pfarrer und Widerstandskämpfer der Bekennenden Kirche. Sie befindet sich im Schladviertel. | bis 1959 Teil der Stiftstraße                                                                        |
| Dinnendahlstraße           | Tackenberg-West             | Franz Dinnendahl, 1775–1826, Erbauer der ersten Dampfmaschine für den Bergbau                                                            | um 1900 teilweise Antoniestraße, bis 1937 im oberen Teil Heinrichstraße, im unteren Teil Teichstraße |
| Dinslakener Straße         | Holten                      | führt nach Dinslaken | früher Mühlenstraße                                                                                  |
| Dirlingsweg                | Tackenberg-Ost              | Erinnert an den Dirlingshof. | Teil der sogenannten „Tackenbergsiedlung“                                                            |
| Dohlenstraße               | Königshardt                 | benannt nach der Dohle | |
| Dorotheenstraße            | Lirich                      | wahrscheinlich nach Kurfürstin Dorothea von Brandenburg benannt                                                                          | bis 1933 Baustraße                                                                                   |
| Dorstener Straße           | Sterkrade, Tackenberg       | führt über Kirchhellen bis Dorsten | bis 1936 im Sterkrader Gebiet Münsterstraße                                                          |
| Dragonerstraße             | Alsfeld                     | benannt nach den Dragonern | Namenshäufung (Bezug zur Belagerung Kolbergs 1807) früher Franziskastraße                            |
| Drei Knappen               | Oberhausen-Ost              | Die um 1960 hier errichteten drei Hochhäuser erhielten schnell den Spitznamen Drei Knappen. Sie befindet sich im Knappenviertel.         | |
| Dreilinden                 | Sterkrade-Mitte             | Benannt nach der Gastwirtschaft Dreilinden, die ihrerseits nach drei vor dem Gebäude Linden benannt war.                                 | |
| Drosselstraße              | Tackenberg-Ost              | nach den Drosseln benannt | früher Teilungsstraße                                                                                |
| Droste-Hülshoff-Straße     | Rothebusch                  | Annette von Droste-Hülshoff, 1797–1848, Dichterin                                                                                        | bis 1933 Parkstraße                                                                                  |
| Drostenkampstraße          | Holten                      | Drostenkamp ist eine uralte Katasterbezeichnung: „Feld der Amtshauptmannschaft“                                                          | |
| Druckerstraße              | Styrum                      | Wohl in Anlegung an den ursprünglichen Namen Gutenbergstraße, den sie bis 1910 trug.                                                     | |
| Dudelerstraße              | Schmachtendorf              | benannt nach dem alten Dudeler Hof | heute eine Fußgängerzone und Einkaufsstraße                                                          |
| Dülmener Straße            | Osterfeld-Mitte             | benannt nach Dülmen | |
| Dümptener Heide            | Oberhausen-Mitte            | | |
| Dümpterkamp                | Dümpten                     | Das Dümptener Feld ist noch heute ein großes Ackergelände.                                                                               | |
| Düppelstraße               | Innenstadt                  | erinnert an die Erstürmung der Düppeler Schanzen                                                                                         | |
| Düsselbachweg              | Vondern                     | | |
| Duisburger Straße          | Lirich                      | führt nach Duisburg | bis 1892 Meiderich-Steeler-Provinzialstraße                                                          |

### E
| Straßenname             | Stadtteil                        | Herleitung | Bemerkungen                                                       |
| ----------------------- | -------------------------------- | --- | ----------------------------------------------------------------- |
| Ebereschenweg           | Sterkrade-Nord/Walsumermark      | In der Gegend gibt es viele Ebereschen. |                                                                   |
| Ebersbachstraße         | Königshardt                      | benannt nach dem Ebersbach | bis 1937 Roonstraße                                               |
| Ebertplatz              | Oberhausen-Mitte                 | Friedrich Ebert, 1871–1925, Politiker der SPD und erster Reichspräsident der Weimarer Republik | bis 1918 Neumarkt, bis 1947 Hindenburgplatz                       |
| Ebertstraße             | Oberhausen-Mitte                 | siehe Ebertplatz | bis 1918 Wilhelmstraße, bis 1947 Hindenburgstraße                 |
| Eckstraße               | Styrum                           | Früher gehörte ein Teil der heutigen Straßburger Straße mit zur Eckstraße, sodass diese erkennbar um die Ecke ging. |                                                                   |
| Edmundstraße            | Biefang                          | benannt nach dem männlichen Vornamen Edmund | bis 1929 Blumenstraße                                             |
| Eduard-Berg-Platz       | Innenstadt                       | Eduard Berg war der jüdische Besitzer eines Textilsgeschäfts, das an dieser Stelle stand. Die Familie Berg wurde 1942 nach Riga verschleppt und dort ermordet. |                                                                   |
| Egelbusch               | Tackenberg-Ost/Klosterhardt-Nord | Straße an einer Neubausiedlung, benannt nach einer alten Osterfelder Flur auf der Klosterhardt |                                                                   |
| Egelsfurthstraße        | Weierheide                       | alte Flurbezeichnung |                                                                   |
| Eibenstraße             | Sterkrade-Nord/Walsumermark      | benannt nach der Eibe | Namenshäufung (Nadelhölzer)                                       |
| Eichelkampstraße        | Sterkrade-Mitte                  | „Feld mit Eichen“, alte Flurbezeichnung | eine der ältesten Straßen in Sterkrade                            |
| Eichendorffstraße       | Schmachtendorf                   | Joseph von Eichendorff, 1788–1857, Dichter der Romantik | bis 1917 Josefstraße, bis 1937 Rudolfstraße                       |
| Eichenstraße            | Buschhausen                      | liegt am Grafenbusch, in dem viele Eichen wachsen |                                                                   |
| Eichsfeldstraße         | Sterkrade-Nord/Walsumermark      | auf Vorschlag einiger aus dem Eichsfeld kommenden Anwohner so benannt | früher Ringofenstraße, später Sudetenstraße                       |
| Eichstraße              | Oberhausen-Ost                   | erinnert an den Eichholz-Kotten, der hier einst lag |                                                                   |
| Eickelstraße            | Sterkrade-Mitte, Osterfeld-Heide | in Zusammenhang mit der benachbarten Wanner Straße nach der Ortschaft Eickel benannt | bis 1934 Grenzstraße                                              |
| Eifeler Straße          | Sterkrade-Mitte                  | nach der Eifel benannt | bis 1936 Dellwigstraße                                            |
| Eigenheimstraße         | Rothebusch                       | Hier wurden zwischen 1950 und 1955 mehrere Eigenheime durch die Heimbau eGmbH errichtet. |                                                                   |
| Eimersweg               | Brink                            | Gerhard Eimers (1856–1913) errichtete 1895 ein Lebensmittelgeschäft für die damals weit zerstreut wohnende Bevölkerung von Brink. |                                                                   |
| Einbleckstraße          | Borbeck                          | „zusammenhängende Wiesen-/Feldfläche“ | bereits 1825 als Das Einbleck in einer Karte eingetragen          |
| Eisenheimer Straße      | Eisenheim/Osterfeld-Heide        | liegt in der Siedlung Eisenheim |                                                                   |
| Eitelstraße             | Sterkrade-Nord/Walsumermark      | aus Freude über die Geburt von Eitel Friedrich von Preußen so genannt |                                                                   |
| Elisabethstraße         | Alstaden                         | Die Straße wurde auf dem Grundstück von Elisabeth Wolters angelegt. |                                                                   |
| Elisenstraße            | Holten                           | Es gibt zwei Deutungen: - benannt nach Elisabeth von der Capellen, Äbtissin von Sterkrade, die 1583 vor der Zerstörung ihres Klosters im Achtzigjährigen Krieg mit ihrem Konvent nach Holten flüchtete und sich dort über 30 Jahre aufhielt. - benannt nach dem Elsenbruch, zu dem sie führt („Sumpf mit Erlen“) |                                                                   |
| Elly-Heuss-Knapp-Straße | Sterkrade-Mitte                  | Elly Heuss-Knapp, 1881–1952, Ehefrau von Theodor Heuss und Gründerin des Müttergenesungswerks |                                                                   |
| Elpenbachstraße         | Klosterhardt, Tackenberg-Ost     | benannt nach dem Elpenbach | bis 1936 Teilungsstraße (südlich der Tackenbergstraße Bachstraße) |
| Elsa-Brändström-Straße  | Oberhausen-Mitte                 | Elsa Brändström, 1888–1948, „Engel von Sibirien“, Initiatorin des Hilfswerks für deutsche und österreichische Kriegsgefangene in Russland |                                                                   |
| Elsässer Straße         | Innenstadt                       | in Zusammenhang mit der Lothringer Straße nach dem Elsass benannt |                                                                   |
| Elsenbruch              | Holten                           | „Sumpf mit Erlen“ |                                                                   |
| Elsternstraße           | Königshardt                      | nach der Elster benannt | Namenshäufung (Vögel)                                             |
| Emdenstraße             | Sterkrade-Mitte                  | nach der Stadt Emden in Norddeutschland benannt | bis 1933 Baustraße, Namenshäufung                                 |
| Emilstraße              | Alsfeld                          | nach benannt nach dem männlichen Vornamen Emil | Namenshäufung (männliche Vornamen)                                |
| Emmastraße              | Sterkrade-Mitte                  | benannt nach dem weiblichen Vornamen Emma | Namenshäufung (weibliche Vornamen)                                |
| Emmericher Straße       | Barmingholten                    | führt nach Emmerich | bis 1917 Hiesfelder Straße, bis 1929 Eltenstraße                  |
| Emmichstraße            | Schmachtendorf                   | Otto von Emmich, 1848–1928, General im Ersten Weltkrieg |                                                                   |
| Emschertalstraße        | Buschhausen                      | liegt im Tal der Emscher | um 1903 Emscherstraße                                             |
| Emscherstraße           | Lirich                           | benannt nach der Emscher |                                                                   |
| Emsstraße               | Osterfeld-Mitte                  | benannt nach der Ems | bis 1936 Düsselstraße                                             |
| Engelbertstraße         | Tackenberg-Ost                   | Herzog Engelbert von Arenberg, erster arenbergischer Landesherrlicher über den Vest Recklinghausen und damit über Osterfeld |                                                                   |
| Eremitengarten          | Osterfeld-Heide                  | Erinnert an die Kapelle bei der Klause eines Eremiten, der hier von 1707 bis 1784 lebte. Die Kapelle war von Büschen und Bäumen eingesäumt (deshalb Garten). |                                                                   |
| Erftstraße              | Alstaden                         | benannt nach der Erft | bis 1938 Sandstraße                                               |
| Erikastraße             | Osterfeld-Heide                  | in Anlehnung an den früheren Namen Heidestraße nach den Erikas benannt |                                                                   |
| Erlenstraße             | Weierheide                       | nach den Erlen benannt |                                                                   |
| Ernastraße              | Alstaden                         | benannt nach dem weiblichen Vornamen Erna | bis 1910 Mittelstraße, bis 1933 Birkenstraße                      |
| Ernststraße             | Holten                           | Ernst von Mansfeld, Söldner im Dreißigjährigen Krieg (in Zusammenhang mit der Gustav-Adolf-, Wallenstein- und Tillystraße) | Namenshäufung                                                     |
| Erzbergerstraße         | Alsfeld                          | Matthias Erzberger, 1875–1921, Politiker des Zentrums | bis 1947 Kronprinzstraße                                          |
| Erzstraße               | Alsfeld                          | weist auf die eisenbearbeitende Industrie im Ruhrgebiet hin. | befindet sich in der Siedlung Dunkelschlag                        |
| Eschenbruchshof         | Osterfeld-Süd                    | benannt nach dem Eschenbruchshof, der hier früher lag |                                                                   |
| Eschenstraße            | Lirich                           | benannt nach den Eschen | Namenshäufung (Begriffe aus der Botanik)                          |
| Essener Straße          | Neue Mitte, Bermensfeld          | führt nach Essen | bis 1892 Meiderich-Steeler-Provinzialstraße                       |
| Etzelstraße             | Buschhausen                      | Attila (auch genannt Etzel), 434–453, König der Hunnen |                                                                   |
| Eugen-zur-Nieden-Ring   | Sterkrade-Mitte                  | Eugen zur Nieden, 1873–1937, Bürgermeister von Sterkrade |                                                                   |
| Eulenstraße             | Sterkrader Heide                 | benannt nach den Eulen | Namenshäufung (Raubvögel)                                         |
| Eupenstraße             | Königshardt                      | Die Stadt Eupen musste 1914 an Belgien abgetreten werden. |                                                                   |
| Europaallee             | Neue Mitte                       | Dieser Name soll den europäischen, überregionalen Charakter des CentrO zum Ausdruck bringen. |                                                                   |
| Everslohstraße          | Königshardt                      | Benannt nach dem Wald Eversloh, der seinen Namen wiederum vom Kotten des Siedlers Evers hat. |                                                                   |
| Ewaldstraße             | Sterkrade-Mitte                  | benannt nach dem männlichen Vornamen Ewald | Namenshäufung (männliche Vornamen)                                |

### F
| Straßenname                      | Stadtteil                        | Herleitung | Bemerkungen |
| -------------------------------- | -------------------------------- | --- | --- |
| Fährstraße                       | Alstaden                         | Hier war früher die Anlegestelle der Ruhrfähre, die Alstaden noch bis ins 19. Jahrhundert hinein mit Speldorf verband. | |
| Fafnerstraße                     | Buschhausen                      | Fafner ist ein Drache der nordischen Mythologie | Namenshäufung (Sagengestalten) |
| Fahnhorststraße                  | Osterfeld-Mitte                  | alte Flurbezeichnung | |
| Falkensteinstraße                | Marienviertel, Schlad            | alte Flurbezeichnung (auf dem Falkenstein) | |
| Falkestraße                      | Königshardt                      | benannt nach dem Falken | Namenshäufung (Raubvögel) |
| Familienstraße                   | Lirich                           | Die Firma Altenberg errichtete hier um 1850 Häuser für die Familien ihrer Beschäftigten, die im Volksmund den Namen Familienbau erhielten. | |
| Fasanstraße                      | Schwarze Heide                   | Fasane kamen früher sehr häufig im Gebiet am Waldteich vor. | |
| Feldhofstraße                    | Alsfeld                          | benannt nach dem Grundeigentümer Feldhof | |
| Feldmannstraße                   | Dümpten                          | führte früher durch die Felder des Bauern Feldmann | |
| Feldstraße                       | Buschhausen                      | führt durch Felder | |
| Ferdinandstraße                  | Schmachtendorf                   | benannt nach dem männlichen Vornamen Ferdinand | bis 1917 Jacobstraße, bis 1936 Glückaufstraße |
| Fernewaldstraße                  | Tackenberg-Ost/Klosterhardt-Nord | benannt nach dem heute in den Naturpark Hohe Mark eingebundenen Waldgebiet Fernewald | |
| Fichtestraße                     | Buschhausen                      | Johann Gottlieb Fichte, 1762–1814, Philosoph des deutschen Idealismus | |
| Finanzstraße                     | Sterkrade-Mitte                  | weist auf die hier ansässigen Banken hin | |
| Findlingsweg                     | Sterkrade-Nord/Walsumermark      | | |
| Finkenweg                        | Sterkrade-Mitte                  | benannt nach dem Finken | |
| Fischerstraße                    | Alstaden                         | Hier siedelten vermutlich früher Fischer, die in der Ruhr fischten. | bis 1910 Parallelstraße, bis 1933 Bergstraße |
| Flachsstraße                     | Sterkrade-Nord/Walsumermark      | Hier wurde bis Mitte des 20. Jahrhunderts Flachs angebaut. | |
| Flandernstraße                   | Schmachtendorf                   | benannt nach Flandern | Namenshäufung (Bezug zu Belgien) |
| Flaßhofstraße                    | Innenstadt                       | Christian Flaßhof, brachte 1845 mit seinem Schwager Jobst Waldthausen und Wilhelm Lueg auf der Lipper Heide Bohrungen nieder und stieß dabei auf Kohle. Dies führte zur Gründung der Zeche Concordia.                                                                                          | 1914 begann auf der damaligen Eintrachtstraße die Prostitution. Daraufhin wurde der obere Teil der Eintrachtstraße in Flaßhofstraße umbenannt. Nachdem auf Verfügung des Regierungspräsidenten der Bordellbetrieb 1921 aufgehoben wurde, bestanden die Anwohner der Eintrachtstraße auf Namensänderung, um vor Belästigungen geschützt zu sein und wurden daher der Flaßhofstraße zugeordnet. Als in den Dreißigern der Bordellbetrieb wiederum begann, wurde der Abschnitt nördlich der Hermann-Albertz-Straße 1938 in Linsingenstraße umbenannt. |
| Flensburger Straße               | Tackenberg-West                  | nach der Stadt Flensburg benannt | Namenshäufung (norddeutsche Städte) |
| Flockenfeld                      | Alstaden                         | wurde in den Feldern des Bauern Flocken angelegt | bis 1910 Moltkestraße |
| Flöz-Gretchen-Straße             | Sterkrader Heide/Tackenberg-West | Das Flöz Gretchen ist ein Fettkohlenflöz der Bochumer Schichten. | Namenshäufung (Kohleflöze) |
| Flöz-Herrenbank-Straße           | Tackenberg-Ost                   | Das Flöz Röttgersbank (auch genannt Flöz Herrenbank) ist ein Fettkohlenflöz der Bochumer Schichten. | Namenshäufung (Kohleflöze) |
| Flöz-Laura-Straße                | Tackenberg-Ost                   | Das Flöz Laura ist ein Gaskohlenflöz der Essener Schichten. | Namenshäufung (Kohleflöze) |
| Flöz-Matthias-Straße             | Tackenberg-Ost                   | Das Flöz Matthias ist ein Fettkohlenflöz der Bochumer Schichten. | Namenshäufung (Kohleflöze) |
| Flöz-Röttgersbank-Straße         | Tackenberg-Ost                   | siehe Flöz-Herrenbank-Straße | Namenshäufung (Kohleflöze) |
| Flügelstraße                     | Alstaden                         | Hier stand früher die Hoppermannsmühle. Ihre Flügel sollen bei einem Sturm Anfang des 20. Jahrhunderts abgefallen sein und so nach der Eingemeindung der Straße zu ihrem Namen verholfen haben.                                                                                                | Heute erinnern die Flügel des Hotels Zur Mühle (im Volksmund oft Neue Hoppermannsmühle) an die Vergangenheit. um 1870 Heidstraße, bis 1910 Mühlenstraße |
| Flugstraße                       | Holten                           | erinnert an den alten Holtener Flugplatz | |
| Flurstraße                       | Schlad                           | Flur bedeutet landwirtschaftlich genutztes Land, durch das die Straße führte. | |
| Föhrenstraße                     | Schwarze Heide                   | benannt nach der Föhre | bis 1933 Birkenstraße |
| Försterstraße                    | Alsfeld                          | Hier lag um 1727 der Förster Hof. | |
| Forsterbruchstraße               | Buschhausen                      | führte früher durch den Forster Bruch | |
| Forsthofstraße                   | Alsfeld                          | Hier lag vermutlich ein Hof des Forsthauses Handbeck, nach dem die Straße benannt ist. | |
| Forststraße                      | Schmachtendorf                   | trennt die Forstgebiete Hühnerheide und Dellerheide | |
| Fortstraße                       | Neuköln                          | Das Fort ist ein kleines Seitental des Rotbachs, von dem sich auch der Name der Siedlung Im Fort ableitet. | |
| Frankenstraße                    | Schmachtendorf                   | benannt nach den Franken | bis 1917 Teil der Südstraße |
| Franzenkamp                      | Alstaden                         | alte Katasterbezeichnung, hier sollen im Spanischen Erbfolgekrieg um 1702 französische Soldaten gelagert haben. | bis 1910 Blücherstraße |
| Franziskusweg                    | Klosterhardt                     | Hier liegt der Katholische Friedhof Klosterhardt | |
| Franzosenstraße                  | Neuköln                          | während der Befreiungskriege ein Rückzugsweg des französischen Heeres | |
| Franzstraße                      | Schmachtendorf                   | benannt nach dem männlichen Vornamen Franz | |
| Franz-Schröer-Weg                | Alsfeld                          | Franz Schröer (1916–1984) war von 1961 bis zu seinem Tod Pfarrer an St. Pius Alsfeld. Unter ihm wurden die Kirche und das Pfarrzentrum errichtet und außerdem die Rektoratspfarre gegründet.                                                                                                   | Die Pfarrei St. Pius hat sich 2001 mit der Pfarrei Herz Jesu zusammengeschlossen. 2007 wurde die Piuskirche als „weitere Kirche“ eingestuft und ein Jahr später wie die Hildegardkirche in Alstaden abgerissen. |
| Freiherr-vom-Stein-Straße        | Marienviertel                    | Heinrich Friedrich Karl vom und zum Stein, 1757–1831, Reformer des preußischen Staates | |
| Freiligrathstraße                | Osterfeld-Mitte                  | Ferdinand Freiligrath, 1810–1875, Dichter in der Deutschen Revolution | bis 1935 Mittelstraße |
| Freitagsfeld                     | Stemmersberg/Osterfeld-Heide     | wurde im Feld des Bauern Freitag angelegt | |
| Freitaler Platz                  | Sterkrade-Mitte                  | Freital ist seit 1990 eine Partnerstadt von Oberhausen. | |
| Friedensplatz                    | Innenstadt                       | Versinnbildlichung der enormen Bedeutung des Friedens | bis 1904 Kaiserplatz, bis 1933 Industrieplatz, bis 1945 Adolf-Hitler-Platz |
| Friedenstraße                    | Innenstadt                       | | |
| Friedhofstraße                   | Styrum                           | liegt am katholischen Friedhof der Gemeinde St. Joseph (Pfarrei Herz Jesu) | |
| Friedrich-Karl-Straße            | Innenstadt                       | Friedrich Karl von Preußen, 1828–1885, Generalfeldmarschall, leitete den Sturm auf die Düppeler Schanzen | |
| Friedrich-List-Straße            | Marienviertel                    | Friedrich List, 1789–1846, Wirtschaftspolitiker und Nationalökonom, Mitbegründer des deutschen Eisenbahnwesens | |
| Friedrichstraße                  | Sterkrade-Mitte                  | Kaiser Friedrich III., 1831–1888, 99 Tage lang Kaiser von Deutschland | |
| Friedrich-Wilhelm-Wiegand-Straße | Buschhausen                      | Friedrich Wilhelm Wieland, 1878–1953, Gründer der Contilack- und Farbwerke Friedrich-Wilhelm-Wiegang-Söhne GmbH | |
| Friesenstraße                    | Buschhausen                      | benannt nach dem Friesland | Namenshäufung (deutsche Länder) bis 1933 Nordoberhausener Straße, im nördlichen Teil Oberhausenstraße, von 1937 bis 1945 Ernst-Weinstein-Straße |
| Frintroper Straße                | Dümpten                          | benannt nach Frintrop | Namenshäufung (Essener Stadtteile) |
| Fritz-Eickelen-Straße            | Alstaden                         | Fritz Eickelen (1926–2013) war langjähriger Bürgermeister der Stadt Oberhausen und von 1967 bis 1992 Vorsitzender des Bürgervereins Styrum. | |
| Fritz-Giga-Straße                | Alstaden                         | Fritz Giga war ein Kommunist, der in Oberhausen Widerstand gegen den Nationalsozialismus leistete und dafür 1934 festgenommen wurde und gefoltert wurde. Nach seiner Genesung beteiligte er sich am Spanischen Bürgerkrieg gegen General Francisco Franco, in dem er 1937 bei Romanillos fiel. | |
| Fröbelplatz                      | Alstaden                         | Friedrich Fröbel, 1782–1852, Pädagoge und Schöpfer der Kindergartenbewegung | bis 1937 Bismarckplatz |
| Fürstenstraße                    | Tackenberg-West                  | benannt nach den Fürsten | Namenshäufung (Herrscherbezeichnungen) |
| Fuhlenbrockstraße                | Tackenberg-Ost/Klosterhardt-Nord | führt nach Fuhlenbrock | |
| Fuldastraße                      | Eisenheim/Osterfeld-Heide        | benannt nach der Fulda | Namenshäufung bis 1937 Kasernenstraße |

### G
| Straßenname              | Stadtteil                    | Herleitung | Bemerkungen                                                                                            |
| ------------------------ | ---------------------------- | --- | --- |
| Gabelstraße              | Sterkrade-Nord/Walsumermark  | Vor dem Bau der Hollandautobahn verband die Gabelstraße die Neuköllner Straße mit der Waldhuckstraße. An der Einmündung verlief die Waldhuckstraße so im Zickzack, dass beide Straßen zusammen die Form einer Gabel bildeten. | |
| Gartenstraße             | Sterkrade-Mitte              | | |
| Gärtnerstraße            | Sterkrade-Mitte              | Hier lag früher die Gärtnerei Tümmers. | bis 1934 Hoffnungsstraße                                                                               |
| Gartroper Straße         | Buschhausen                  | benannt nach Gartrop | Hier fanden viele Männer aus Gartrop, Gahlen und Hünxe Arbeit und ließen sich nieder.                  |
| Gehrbergstraße           | Osterfeld-Mitte              | „Gehre“ bedeutet „Zwickel“, „keilförmiges, dreieckiges Stück“. Gehrberg bedeutet also „keilförmiger Berg“. Alte Katasterbezeichnung.                                                                                          | |
| Geibelstraße             | Innenstadt                   | Emanuel Geibel, 1815–1884, Dichter | bis 1929 Querstraße, 1933 bis 1945 Dietrich-Grabbe-Straße                                              |
| Geitlingstraße           | Alstaden                     | Das Flöz Geitling ist ein Esskohlenflöz der Wittener Schichten. | |
| Gellertstraße            | Alstaden                     | Christian Fürchtegott Gellert, 1715–1769, Dichter und Schriftsteller | bis 1910 Oberhausener Straße, bis 1937 Herzogstraße, bis 1945 Dietrich-Eckart-Straße (Dietrich Eckart) |
| Genter Straße            | Schmachtendorf               | benannt nach Gent | bis 1917 Siegfriedstraße                                                                               |
| Georgstraße              | Alsfeld                      | benannt nach dem männlichen Vornamen Georg | Namenshäufung (männliche Vornamen)                                                                     |
| Gerdastraße              | Dümpten                      | benannt nach dem weiblichen Vornamen Gerda | bis 1910 Querstraße, bis 1937 Paulstraße                                                               |
| Gerichtstraße            | Innenstadt                   | liegt am Amtsgericht | |
| Gertrudstraße            | Alstaden                     | wurde vom Ziegeleibesitzer Fritz Becker auf seinem Grundstück angelegt und deswegen 1910 nach seiner Ehefrau benannt | bis 1910 Steinstraße                                                                                   |
| Gewerkschaftsstraße      | Innenstadt                   | nach den Gewerkschaften benannt | früher Moselstraße, später Bellemestraße, 1934–1946 Mackensenstraße                                    |
| Giesbertstraße           | Osterfeld-Heide              | benannt nach dem Bauern Heinrich Giesbert | |
| Gildenstraße             | Osterfeld-Mitte              | in Anlehnung an die alte Osterfelder Kaufmannsgilde | bis 1936 Marktstraße, bis 1945 Litzmannstraße                                                          |
| Ginsterweg               | Tackenberg-Ost               | erinnert an den Ginsterstrauch | bis 1936 Forststraße, Teil der sogenannten „Tackenbergsiedlung“                                        |
| Girondelle               | Lirich                       | Das Flöz Girondelle ist ein Esskohlenflöz der Wittener Schichten. | |
| Glasstraße               | Lirich                       | erinnert an die alte Oberhausener Glasfabrik, die hier von 1877 bis 1891 stand | |
| Glockenstraße            | Styrum                       | Die Straße liegt hinter der Styrumer katholischen Kirche St. Joseph, deren Glocken zur Benennung der Straße führten. | |
| Glückaufstraße           | Vondern                      | Glück auf ist der traditionelle Gruß der Bergleute. Die Straße liegt in der Bergarbeitersiedlung Vondern | |
| Goebenstraße             | Innenstadt                   | August von Goeben, 1816–1880, General im Deutsch-Dänischen und Deutsch-Französischen Krieg. | bis 1892 im Volksmund Hosenbandelstraße                                                                |
| Goerdelerstraße          | Biefang                      | Carl Friedrich Goerdeler, 1884–1944, Widerstandskämpfer | |
| Goethestraße             | Marienviertel                | Johann Wolfgang von Goethe, 1749–1832, Deutschlands größter Dichter | |
| Goliathstraße            | Tackenberg-West              | benannt nach Goliath | |
| Gotenstraße              | Styrum                       | benannt nach den Goten | Bezug zur Römerstraße                                                                                  |
| Gottfriedstraße          | Buschhausen                  | Die Straße liegt am Friedhof der katholischen Kirche St. Josef. Da Gottfried „göttlicher Frieden“ bedeutet, erhielt die Straße diesen Namen.                                                                                  | bis 1935 Friedenstraße                                                                                 |
| Grabenstraße             | Schmachtendorf               | Hier führte früher der Nassenkampgraben, ein kleiner Bachlauf, vorbei. | |
| Grafenstraße             | Tackenberg-West              | benannt nach den Grafen | Namenshäufung (Herrscherbezeichnungen)                                                                 |
| Graf-von-der-Mark-Straße | Holten                       | Engelbert II. von der Mark heiratete 1298 Mechthild, eine Enkelin von Mechthild von Holte, sodass der Besitz Holtens an die Grafen von der Mark überging. Er verlieh 1310 Holten die Stadtrechte.                             | |
| Graf-Zeppelin-Straße     | Buschhausen                  | Ferdinand von Zeppelin, 1838–1917, Luftschiffpionier | |
| Graßhofstraße            | Barmingholten                | benannt nach dem Graßhof | |
| Graudenzer Straße        | Sterkrader Heide             | benannt nach Graudenz | |
| Gravestraße              | Knappenviertel               | Hier errichtete der Wirt Grave die ersten Häuser. | |
| Greenstraße              | Osterfeld-Mitte              | alte Katasterbezeichnung („Das Green“) | |
| Greifswalder Straße      | Tackenberg-West              | benannt nach der Stadt Greifswald | Namenshäufung (norddeutsche Städte)                                                                    |
| Grenzstraße              | Innenstadt, Styrum           | bis 1862 die Nordgrenze Styrums und bis 1910 die Nordgrenze Mülheims | 1936 bis 1947 Erich-König-Straße                                                                       |
| Grenzwehr                | Schmachtendorf               | liegt nahe der vom Herzogtum Kleve angelegten Landwehr | |
| Grevenstraße             | Styrum                       | Ferdinand Greven war ein Sanitätsrat, der hier lange Zeit gewohnt und als Arzt praktiziert hat. | bis 1910 Südstraße                                                                                     |
| Griesheimer Straße       | Alstaden                     | Diese Straße ist aus schleierhaften Gründen nach der Stadt Griesheim benannt. | bis 1936 Hofstraße                                                                                     |
| Grillostraße             | Marienviertel                | Friedrich Grillo, 1825–1888, Großindustrieller und Gründer verschiedener Unternehmer | |
| Grimmstraße              | Buschhausen                  | Brüder Grimm, Begründer der deutschen Philologie, Herausgeber von Kinder- und Hausmärchen und eines deutschen Wörterbuchs | |
| Großer Markt             | Sterkrade-Mitte              | Der Große Markt ist der zentrale Mittelpunkt von Sterkrade. | Bis 1904 Alter Markt                                                                                   |
| Grothestraße             | Knappenviertel               | führt über den Grundbesitz des Grothekotten | |
| Grubenstraße             | Alsfeld                      | Grube bezeichnet in der Bergmannssprache eine ganze Schachtanlage. | Namenshäufung (Siedlung Dunkelschlag: Begriffe aus dem Bergbau)                                        |
| Grüne Aue                | Alstaden                     | weist auf einen grünen Wiesengrund hin | |
| Grüner Winkel            | Alstaden                     | umgeben mit Grün der Natur | |
| Grünstraße               | Lirich                       | führte früher durch vorwiegend unbebautes Gelände | |
| Grundstraße              | Sterkrade-Mitte              | Die Grundstraße liegt in der Nähe der Ackerfeld- und der Bodenstraße. Die Begriffe „Acker“, „Feld“, „Grund“ und „Boden“ sind alle bedeutungsähnlich.                                                                          | Namenshäufung                                                                                          |
| Gudrunstraße             | Buschhausen                  | benannt nach dem Gudrunlied | Namenshäufung (Sagengestalten)                                                                         |
| Günther-Büch-Straße      | Alstaden                     | Günther Büch, 1932–1977, zehn Jahre lang Schauspielregisseur am Theater Oberhausen | |
| Güterstraße              | Lirich                       | führt zum Güterbahnhof Oberhausen West | |
| Gundlachstraße           | Styrum                       | alteingesessene Styrumer Familie | |
| Gustav-Adolf-Straße      | Holten                       | Gustav II. Adolf, 1594–1632, König von Schweden, griff 1630 auf protestantischer Seite in den Dreißigjährigen Krieg ein | |
| Gustavstraße             | Lirich                       | benannt nach dem männlichen Vornamen Gustav | |
| Gute Straße              | Stemmersberg/Osterfeld-Heide | benannt nach der Gutehoffnungshütte | |
| Gutenbergstraße          | Innenstadt                   | Johannes Gutenberg, 1397–1468, Erfinder des Buchdrucks | bis 1896 Martinstraße                                                                                  |
| Gymnasialstraße          | Sterkrade-Mitte              | liegt am Freiherr-vom-Stein-Gymnasium | 1934 bis 1945 Schlageterplatz (Albert Leo Schlageter)                                                  |

### H
| Straßenname            | Stadtteil                        | Herleitung | Bemerkungen |
| ---------------------- | -------------------------------- | --- | --- |
| Habichtstraße          | Barmingholten                    | benannt nach dem Habicht | Namenshäufung (Raubvögel) bis 1933 Bogenstraße |
| Häherstraße            | Königshardt                      | benannt nach dem Häher | Namenshäufung (Vögel) |
| Hafenstraße            | Borbeck                          | liegt an der ehemaligen Schleuse III des Rhein-Herne-Kanals | erinnert zusammen mit der Ankerstraße an die im Kanal oft anlegenden Schiffe |
| Hagedornstraße         | Schwarze Heide                   | Der Hagedorns-Hof ist einer der ältesten Bauernhöfe auf der Schwarzen Heide. | eine der ältesten Straßen in Sterkrade, existierte bereits 1217 als Verbindung zwischen dem Kloster Sterkrade und Hamborn |
| Hagelkreuzstraße       | Buschhausen                      | wurde nach einem 1772 errichteten Hagelkreuz benannt | Das 1963 erneuerte Hagelkreuz steht noch immer an der Ecke Hagelkreuz-/Westmarkstraße. |
| Hagenstraße            | Buschhausen                      | benannt nach Hagen von Tronje, Sagengestalt aus dem Nibelungenlied | Namenshäufung (Sagengestalten) |
| Hahnenstraße           | Schlad                           | Die Grundstücke, auf denen die Straße errichtet wurde, gehörten teilweise der alteingesessenen Oberhauser Familie Hahn.                                                                                | |
| Haldenstraße           | Alstaden                         | Liegt an der Solbadhalde (eigentlich Halde Alstaden), der Bergehalde der Zeche Alstaden, die heute als Grünfläche und Naherholungsgebiet dient.                                                        | bis 1900 teilweise Schillerstraße und teilweise Uhlandstraße |
| Hallerbachstraße       | Alsfeld                          | Hier befand sich früher der Hallerbachhof. | |
| Halterner Straße       | Osterfeld-Mitte                  | benannt nach Haltern am See | |
| Hamborner Allee        | Buschhausen                      | führte bis vor einigen Jahren bis Hamborn | bis 1936 Duisburger Straße |
| Hamburger Straße       | Tackenberg-West                  | nach Hamburg benannt | Namenshäufung (norddeutsche Städte) |
| Hammerstraße           | Buschhausen                      | weist auf die eisenverarbeitende Industrie hin | ehemals Namenshäufung (Schlägel-, Eisen-, Amboß- und Stahlstraße sind weggefallen) |
| Handbachstraße         | Schmachtendorf                   | benannt nach dem Handbach | bis 1917 Südstraße |
| Hanielstraße           | Klosterhardt                     | Franz Haniel junior, 1842–1916, Unternehmer, der sich für die Zeche Franz Haniel einsetzte, die deswegen nach ihm benannt wurde.                                                                       | |
| Hansastraße            | Lirich                           | benannt nach der Hanse | |
| Hans-Sachs-Straße      | Osterfeld-Mitte                  | Hans Sachs, 1494–1576, Nürnberger Meistersinger und Dramatiker | bis 1935 Poststraße |
| Harkortstraße          | Klosterhardt                     | Friedrich Harkort, 1793–1880, Industriepionier des Ruhrgebiets | bis 1937 zwischen Teutoburger und Klosterhardter Straße Fuhlenbrockstraße, zwischen Klosterhardter und Spechtstraße Egelbuschstraße |
| Harpener Straße        | Dümpten                          | benannt nach der Harpener Bergbau AG, der die Zeche Roland gehörte | |
| Harpener Weg           | Dümpten                          | siehe Harpener Straße | |
| Hartfeldstraße         | Barmingholten                    | „Hirschfeld“ | bis 1917 Alleestraße |
| Hartmannstraße         | Königshardt                      | Hartmann muss ein Grundbesitzer gewesen sein, durch dessen Felder die Straße angelegt wurde. | |
| Hartmannsweilerstraße  | Klosterhardt                     | vermutlich nach der Schlacht am Hartmannsweilerkopf benannt | bis 1936 Biefangweg |
| Hasenstraße            | Klosterhardt                     | Hier lebten früher viele Hasen. | |
| Hattinger Straße       | Bermensfeld                      | benannt nach Hattingen | |
| Hauerweg               | Alstaden                         | Der Hauer stellt den Bezug zur Zeche Alstaden her, auf deren Gelände die Siedlung angelegt wurde. | |
| Hauffweg               | Alsfeld                          | Wilhelm Hauff, 1802–1827, Romantiker, Erzähler und Dichter | |
| Hausbergstraße         | Schlad                           | wurde auf den Feldern des Bauern Hausberg angelegt | |
| Hausmannsfeld          | Bermensfeld                      | wurde auf den Feldern des Hausmannshofes angelegt | bis 1915 Lipperstraße |
| Havensteinstraße       | Innenstadt                       | Berthold Otto Havenstein (1867–1945) war von 1906 bis 1930 Oberbürgermeister von Oberhausen. | bis 1937 Kronprinzenstraße, bis 1946 Joseph-Goebbels-Straße |
| Hedwigstraße           | Sterkrade-Mitte                  | benannt nach dem weiblichen Vornamen Hedwig | Namenshäufung (weibliche Vornamen) |
| Hegelstraße            | Buschhausen                      | Georg Wilhelm Friedrich Hegel, 1770–1831, Philosoph | |
| Hegerfeldstraße        | Schwarze Heide                   | alte Katasterbezeichnung, geht auf den Hegerhof zurück | ursprünglich Hegerweg |
| Heiderhöfen            | Alstaden                         | Seit dem Hochmittelalter gab es hier den Wohnplatz Heiderhöfen, der später mit Alstaden zusammenwuchs.                                                                                                 | Das Dorf Heiderhöfen entstand am Rande der Alstadener Lehmspreite an einem Durchlass der Bergischen Landwehr. Der Name leitet sich von „Höfen in der Heide“ ab und wurde noch bis ins zwanzigste Jahrhundert hinein zur Benennung des westlichen Teils von Alstadens genutzt. Die Straße Heiderhöfen ist im lokalen Dialekt oft männlich: der Heiderhöfen. bis 1910 Bismarckstraße |
| Heidstraße             | Schwarze Heide                   | Benannt nach dem örtlichen Heidegebiet, nach dem auch der Stadtteil benannt ist. | |
| Heiermannsfeld         | Dümpten                          | wurde auf den Feldern des Heiermannshofes angelegt | |
| Heimbauweg             | Rothebusch                       | Hier errichtete die Heimbau eGmbH zwischen 1950 und 1955 mehrere Eigenheime. | |
| Heimfriedweg           | Schlad                           | Hier errichtete die Heimfried GmbH Oberhausen 1960 mehrere Wohnhäuser. | |
| Heimstraße             | Klosterhardt                     | nach dem benachbarten Ledigenheim der Gutehoffnungshütte benannt | |
| Heinestraße            | Osterfeld-Mitte                  | Heinrich Heine, 1797–1856, Dichter und Schriftsteller | früher zwischen Gilden- und Westfälischer Straße Schulenstraße, der Rest Bahnstraße, von 1936 bis 1947 Boelckestraße |
| Heinrich-Jochem-Platz  | Lirich                           | Heinrich Jochem (1889–1978) war ein Stadtverordneter Oberhausens und Widerstandskämpfer. | |
| Heinrich-Lersch-Straße | Alsfeld                          | Heinrich Lersch, 1889–1936, Schriftsteller | |
| Heinrichstraße         | Klosterhardt                     | Heinrich Arnold Huyssen, Industriepionier | Namenshäufung (Jacobisiedlung: Industriepioniere) |
| Helenenstraße          | Lirich                           | benannt nach dem weiblichen Vornamen Helene | bis 1936 Christinenstraße |
| Hellberg               | Dümpten                          | Hier lag früher der Hof des Bauern Hellberg. | |
| Hellstraße             | Bermensfeld                      | „Höhenstraße“, führte früher vermutlich auf die Rheinhauptterrasse. | |
| Helmholtzstraße        | Innenstadt                       | Hermann von Helmholtz, 1821–1894, Arzt, Physiker und Erfinder | bis 1937 Königstraße, bis 1945 Rudolf-Heß-Straße |
| Henri-Dunant-Weg       | Innenstadt                       | Henri Dunant, 1828–1910, Gründer des Roten Kreuzes | |
| Henselstraße           | Osterfeld-Mitte                  | Luise Hensel, 1798–1876, Dichterin | bis 1935 Mühlenstraße |
| Herbertstraße          | Osterfeld-Heide                  | benannt nach dem männlichen Vornamen Herbert | |
| Herderstraße           | Styrum, Dümpten                  | Johann Gottfried Herder, 1744–1803, Kulturphilosoph, Historiker, Ästhetiker und Dichter | |
| Hermann-Albertz-Straße | Innenstadt                       | Hermann Albertz (1877–1945) war Ratsherr der Stadt Oberhausen und Fraktionsvorsitzender der SPD im Stadtrat. Er wurde 1933 in „Schutzhaft“ genommen und ist seit 1945 im KZ Bergen-Belsen verschollen. | bis 1947 Moltkestraße |
| Hermannstadtstraße     | Osterfeld-Heide                  | benannt nach Hermannstadt in Siebenbürgen | Hier siedelten vornehmlich Siebenbürgen-Sachsen, die nach 1945 ihre Heimat verlassen mussten. |
| Hermannstraße          | Holten                           | Hermann Tenter bewohnte hier 1844 eine Hütte. | |
| Heroldstraße           | Klosterhardt                     | benannt nach den Herolden | bis 1934 Herzogstraße |
| Hertastraße            | Osterfeld-Heide                  | benannt nach dem weiblichen Vornamen Herta | bis 1935 Josefstraße (an ihr liegt die Kirche St. Josef Heide) |
| Herzogstraße           | Tackenberg-Ost, Sterkrader Heide | benannt nach den Herzögen | bildet die Grenze zwischen Sterkrade und Osterfeld |
| Hessenstraße           | Buschhausen                      | benannt nach den Hessen | Namenshäufung (deutsche Länder/Stämme) |
| Hiberniastraße         | Alstaden                         | Die Hibernia AG übernahm 1904 die Zeche Alstaden. | bis 1910 zusammen mit der Haldenstraße Schillerstraße |
| Hiesfelder Straße      | Schmachtendorf, Alsfeld          | benannt nach Hiesfeld | |
| Hildegardstraße        | Sterkrade-Mitte                  | wohl in Zusammenhang mit den benachbarten St. Josef-Hospital nach der heiligen Hildegard von Bingen benannt                                                                                            | bis 1935 Mariastraße |
| Hilgenberg             | Styrum                           | „Heiligenberg“, wohl eine Erhebung mit einem Heiligenbild | bis 1919 Uhlandstraße |
| Hinterstraße           | Osterfeld-Mitte                  | Die Straße liegt hinter der Bahnstrecke. | |
| Hirschkampstraße       | Sterkrade-Nord/Walsumermark      | Es gibt zwei Deutungen: - „Hirsch-Feld“, ein Feld auf dem sich Hirsche geästet haben - „Hirse-Feld“, ein Feld mit Hirse                                                                                | |
| Hirschstraße           | Sterkrader Heide                 | Hier gab es früher viele Hirsche. | |
| Hirtenstraße           | Tackenberg-West                  | Hier lebten früher vermutlich Hirten. | |
| Hochstraße             | Osterfeld-Mitte                  | steigt in Richtung Vonderort steil auf dem Vonderberg an | |
| Höchtebögen            | Osterfeld-Mitte                  | | |
| Höfmannstraße          | Dümpten                          | wurde in den Feldern des Bauern Höfmann angelegt | |
| Höhenweg               | Walsumermark, Königshardt        | Weg auf der Höhe der Rheinhochterrasse | bis 1917 Hohe Straße, bis 1937 von Königshardter Straße bis Buchenweg Moltkestraße |
| Hönnestraße            | Alstaden                         | benannt nach der Hönne | Namenshäufung („Siedlungen“ in Alstaden nahe der Ruhr: Zuflüsse der Ruhr) |
| Hoffmannstraße         | Osterfeld-Süd                    | Hier wohnte lange Zeit lediglich die Familie Hoffmann. | |
| Hoffnungstraße         | Stemmersberg/Osterfeld-Heide     | benannt nach der Gutehoffnungshütte | Namenshäufung (Siedlung Stemmersberg: Bezug zur Gutehoffnungshütte) |
| Hofstraße              | Buschhausen                      | wurde nach dem bedeutendsten Buschhausener Hof, dem Buschmannshof benannt | |
| Hohe Straße            | Königshardt                      | führt über die höchste Erhebung der Königshardt | |
| Hoher Ring             | Königshardt                      | zweigt von der Hohen Straße ab und führt ringförmig auf diese zurück | |
| Holderstraße           | Biefang                          | möglicherweise nach dem früher hier oft vorkommenden Holunderstrauch benannt | bis 1917 im Westen (Biefang) Oststraße und im Osten (Sterkrade) Weststraße, bis 1936 Kleinestraße |
| Holsteinstraße         | Buschhausen                      | benannt nach Holstein | Namenshäufung (deutsche Länder/Stämme) |
| Holtener Marktplatz    | Holten                           | Hier wurden früher die Holtener Kirmes und der Holtener Markt abgehalten. | |
| Holtener Straße        | Sterkrade-Mitte                  | führt nach Holten | |
| Holtkampstraße         | Sterkrade-Mitte                  | benannt nach dem Holtkampskotten | |
| Holtstegstraße         | Barmingholten                    | Ein Steg, der durch Gehölz führte. | bis 1917 Turmstraße |
| Holzstraße             | Holten                           | | |
| Homberger Straße       | Buschhausen                      | benannt nach Homberg | Namenshäufung (Duisburger Stadtteile) bis 1935 Mühlenstraße |
| Horststraße            | Buschhausen                      | „Gesträuch, Dickicht, Gestrüpp“ | |
| Hospitalstraße         | Sterkrade-Mitte                  | benannt nach dem anliegenden St. Josef-Hospital | |
| Hubertusstraße         | Sterkrade-Mitte                  | Hubertus Neiffer errichtete hier das erste Haus und stellte einen Teil der Fläche zum Bau der Straße zur Verfügung.                                                                                    | |
| Hügelstraße            | Stemmersberg, Osterfeld-Heide    | führt durch hügeliges Gelände | |
| Hühnerheidestraße      | Barmingholten                    | benannt nach der Hühnerheide | |
| Hühnerstraße           | Schmachtendorf                   | benannt nach der Hühnerheide | |
| Hülskathstraße         | Schwarze Heide                   | Hülskath war ein Gemeindevorsteher von Biefang. | bis 1929 westlich der Markgrafenstraße Teil der Beeckstraße und östlich Teil der Neumühler Straße |
| Hünenbergstraße        | Neuköln, Brink                   | Es gibt mehrere Theorien: „Berg mit Riesen“, „riesiger Berg“, „Berg mit Hühnern“ | bis 1917 Brinkstraße |
| Hünxer Straße          | Buschhausen                      | benannt nach Hünxe | Hier fanden viele Männer aus Gartrop, Gahlen und Hünxe Arbeit und ließen sich nieder. |
| Hütterhardt            | Königshardt                      | alte Gemarkungsbezeichnung, „Hardt mit der Hütte eines Weidenhirten“ | |
| Hüttestraße            | Stemmersberg/Osterfeld-Heide     | benannt nach der Gutehoffnungshütte | Namenshäufung (Siedlung Stemmersberg: Bezug zur Gutehoffnungshütte) |
| Hufstraße              | Schmachtendorf                   | Hat die Form einer eckigen Hufe. | |
| Hugo-Baum-Straße       | Schlad                           | in Erinnerung an Hugo Baum, den langjährigen Sozial, Jugend- und Sportdezernenten der Stadt Oberhausen                                                                                                 | Fertigstellung und Namensgebung im Jahr 2014 |
| Hugo-Rasch-Straße      | Bermensfeld                      | Hugo Rasch, 1913–1960, Politiker der SPD | |
| Hugostraße             | Klosterhardt                     | Hugo Haniel, 1810–1893, Unternehmer | |
| Humboldtstraße         | Innenstadt                       | Wilhelm von Humboldt, 1767–1835, Gelehrter, Schriftsteller und Staatsmann | |
| Hunsrückstraße         | Schlad                           | benannt nach dem Hunsrück, aus dem sehr viele Arbeiter ins Ruhrgebiet zogen | zwischen Diecker- und Schladstraße bis 1935 Nootstraße, zwischen Mellinghofer und Beckerstraße um 1890 Am End, um 1898 Matzkämperstraße, ab 1900 bis 1935 Kampstraße |
| Husumer Straße         | Tackenberg-West                  | benannt nach der Stadt Husum | Namenshäufung (norddeutsche Städte) |
| Huyssenstraße          | Klosterhardt                     | Heinrich Arnold Huyssen, 1779–1870, Industriepionier und Unternehmer der Gutehoffnungshütte | Namenshäufung (Jacobisiedlung: Industriepioniere) |

### I
| Straßenname        | Stadtteil                    | Herleitung | Bemerkungen                                                       |
| ------------------ | ---------------------------- | --- | ----------------------------------------------------------------- |
| Iltisstraße        | Alsfeld                      | benannt nach dem Iltis | Namenshäufung (Raubtiere)                                         |
| Im Brahmhof        | Osterfeld-Mitte              | führte über die Felder von Theodor Bramhoff                                                                                               |                                                                   |
| Im Bremerbusch     | Alsfeld                      | alte Forstbezeichnung |                                                                   |
| Im Erlengrund      | Weierheide                   | |                                                                   |
| Im Gemeindegrund   | Sterkrade-Nord/Walsumermark  | Das Gebiet wurde früher gemeinschaftlich genutzt.                                                                                         |                                                                   |
| Im Handbachtal     | Sterkrade-Nord/Walsumermark  | liegt im Tal des Handbachs |                                                                   |
| Im Heeck           | Schmachtendorf               | „abgelegenes Waldgrundstück“ oder „Distrikt eines Försters/Waldaufsehers“                                                                 |                                                                   |
| Im Heidefeld       | Alstaden                     | nach einer Katasterbezeichnung von 1863 benannt (das untere Styrumer Heidefeld)                                                           |                                                                   |
| Im Hüttenbusch     | Sterkrader Heide             | Hier lag früher ein Wald, der im Volksmund nach der benachbarten Gutehoffnungshütte Hüttenbusch genannt wurde.                            |                                                                   |
| Im Koppenfeld      | Alsfeld                      | |                                                                   |
| Im Kreuzfeld       | Sterkrade-Mitte              | sehr alte Flurbezeichnung | bis 1935 Peterstraße                                              |
| Im Lipperfeld      | Neue Mitte                   | In der Mitte der Lipper Heide lag hier früher das Lipperfeld.                                                                             |                                                                   |
| Im Mattensfeld     | Schmachtendorf               | |                                                                   |
| Im Quellgrund      | Sterkrade-Nord/Walsumermark  | Hier gibt es einen Quellhorizont. |                                                                   |
| Im Sande           | Alstaden                     | |                                                                   |
| Im Steinhaidchen   | Sterkrade-Nord/Walsumermark  | Großsteinhaidchen ist eine alte Flurbezeichnung, sie geht auf Moränenschutt mit Findlingen zurück.                                        |                                                                   |
| Im Streb           | Alstaden                     | Benannt nach dem Streb. | Namenshäufung (Siedlung an der Zeche Alstaden: Bezug zum Bergbau) |
| Im Torfveen        | Königshardt                  | mooriges Gebiet, das Torfschichten bildet                                                                                                 |                                                                   |
| Im Weidenkamp      | Sterkrade-Nord/Walsumermark  | |                                                                   |
| Im Wiedemhof       | Osterfeld-Mitte              | „Hof, der der Pfarrei gehört“, bezeichnete den Pfarrhof der katholischen Pfarrei St. Pankratius                                           |                                                                   |
| Immenstraße        | Königshardt                  | Benannt nach dem Immenhöfken, einem Teil der Walsumer Hardt. Das Gelände bot Bienen (Immen) die Gelegenheit, Honigpollen einzusammeln.    |                                                                   |
| In der Mark        | Sterkrade-Nord/Walsumermark  | |                                                                   |
| In den Matskämpten | Dümpten                      | alte Katasterbezeichnung |                                                                   |
| In der Emscheraue  | Buschhausen                  | liegt in einer Aue der Emscher |                                                                   |
| In der Sandgathe   | Borbeck                      | „enger, sandiger Durchlass“ |                                                                   |
| In der Wies        | Schmachtendorf               | alte Gemarkenbezeichnung |                                                                   |
| Industriestraße    | Stemmersberg/Osterfeld-Heide | In Zusammenhang mit der Gutehoffnungshütte                                                                                                |                                                                   |
| Ingelstraße        | Buschhausen                  | „Ingel“ war vermutlich der Besitzer umfangreicher Ländereien in Buschhausen.                                                              |                                                                   |
| Ingridstraße       | Alsfeld                      | benannt nach dem weiblichen Vornamen Ingrid                                                                                               |                                                                   |
| Inselstraße        | Sterkrade-Mitte              | Im Gebiet gab es früher einige Mulden, die sich in regnerischen Zeiten mit Wasser füllten, sodass die Erhebungen wie Inseln herausragten. |                                                                   |

### J
| Straßenname             | Stadtteil                   | Herleitung | Bemerkungen |
| ----------------------- | --------------------------- | --- | --- |
| Jacobistraße            | Klosterhardt                | Gottlob Jacobi, 1770–1823, Unternehmer und Mitgründer der Gutehoffnungshütte, nach ihm ist auch die an der Straße gelegene Zeche Jacobi benannt.             | Namenshäufung (Jacobisiedlung: Industriepioniere) |
| Jägerstraße             | Alsfeld                     | In Bezug zum nahegelegenen Sterkrader Wald nach dem Beruf Jäger benannt.                                                                                     | bis 1936 Schützenstraße |
| Jagdstraße              | Bermensfeld                 | erinnert an die im Krieg zerstörten Bauernkotten Jägersküpper                                                                                                | |
| Jahnstraße              | Sterkrade-Mitte             | Friedrich Ludwig Jahn, 1778–1852, „Turnvater“ | |
| Jakob-Plum-Straße       | Osterfeld-Mitte             | Jakob Plum, 1879–1954, langjähriger Leiter der Gemeinnützigen Wohnungsbau eG, einer Osterfelder Baugenossenschaft, die ihre Büros an dieser Straße hatte.    | 1936–1954 Gorch-Fock-Straße (Gorch Fock) |
| Jakobstraße             | Buschhausen                 | benannt nach dem männlichen Vornamen Jakob | |
| Johannes-Kampert-Straße | Innenstadt                  | Johannes Kampert (1889–1975) war von 1925 bis 1965 Pfarrer an Herz Jesu und war ein Feind des Nationalsozialismus.                                           | Kampert hatte bereits vor der Machtergreifung vor dem Nationalsozialismus gewarnt und half später vielen Verfolgten. 1945 wurde er Dechant von Alt-Oberhausen, 1958 erster Oberhausener Stadtdechant. Außerdem war er Ehrendomherr. |
| Johanniterstraße        | Sterkrade-Mitte             | benannt nach dem angrenzenden Johanniter-Krankenhaus Oberhausen                                                                                              | |
| Johann-Schäfer-Straße   | Schlad                      | Johann Schäfer war bis 1915 ein Müller in der Dümpter Heide, der als unbesoldeter Stadtbeigeordneter arbeitete.                                              | |
| Josefstraße             | Styrum                      | Die Straße liegt an der katholischen Kirche St. Joseph. | Die Josephskirche schreibt sich mit „ph“, die Josefstraße allerdings mit „f“. |
| Joseph-Haydn-Weg        | Sterkrader Heide            | Joseph Haydn, 1732–1809, österreichischer Komponist | |
| John-Lennon-Platz       | Marienviertel               | John Lennon, 1940–1980, britischer Rockmusiker und Exponent der Anti-Vietnam-Kriegsbewegung                                                                  | bis 1991 Graf-Haeseler-Platz, nach Generalfeldmarschall Gottlieb Graf von Haeseler, der hier 1911 an einer Feier teilnahm. |
| Julius-Brecht-Anger     | Sterkrade-Nord/Walsumermark | Julius Brecht, 1900–1962, Vorsitzender des Gesamtverbandes der Gemeinnützigen Wohnungsbaugenossenschaften, Initiator und Förderer des sozialen Wohnungsbaues | |

### K
| Straßenname             | Stadtteil                     | Herleitung | Bemerkungen |
| ----------------------- | ----------------------------- | --- | --- |
| Kärntener Straße        | Dümpten                       | kurz nach dem Anschluss Österreichs nach Kärnten benannt | Namenshäufung |
| Kaisersfeld             | Dümpten                       | wurde in einem Feld der Kaiserskotten angelegt | bis 1936 Lanterstraße |
| Kalkstraße              | Schwarze Heide                | Hier befand sich bis etwa 1900 eine Kalkbrennerei. | |
| Kallen                  | Alstaden                      | alte Flurbezeichnung („auf der Kallen“), bedeutet „Wasserrinne, Straßenrinne“ | früher Teil der Hiberniastraße |
| Kampstraße              | Osterfeld-Mitte               | „Kamp“ bedeutet Feld. | |
| Kanalstraße             | Osterfeld-Süd                 | nach dem benachbarten Rhein-Herne-Kanal benannt | |
| Kantstraße              | Sterkrade-Mitte               | Immanuel Kant, 1724–1804, Philosoph | bis 1903 Verbindungsstraße |
| Kapellenstraße          | Osterfeld-Heide, Rothebusch   | Hier stand bis 1930 die Josefskapelle. | |
| Kaplan-Küppers-Weg      | Styrum                        | Heinrich Küppers (1896–1955) war von 1929 bis 1945 Kaplan an St. Joseph in Styrum und entschiedener Gegner des Nationalsozialismus. Er wurde zwischen 1933 und 1943 mehrmals inhaftiert und schließlich ins KZ Dachau gebracht, wo er bis 1945 blieb. | bis 1910 Kirchstraße, bis 1956 Leostraße |
| Kaplan-Mertens-Weg      | Schmachtendorf                | Matthias Mertens (1906–1970) war von 1935 bis 1947 Kaplan an St. Josef und entschiedener Gegner des Nationalsozialismus. Er wurde 1942 ins KZ Dachau gebracht, wo er bis 1945 blieb.                                                                  | bis 1985 Gregorstraße |
| Karl-Peters-Straße      | Borbeck                       | Karl Peters, 1856–1918, Afrikaforscher und Kolonialpolitiker, Gründer von Deutsch-Ostafrika | bis 1936 Huyssenstraße |
| Karl-Steinhauer-Straße  | Schlad                        | Karl Steinhauer (1852–1934) war von 1901 bis 1921 städtischer Musikdirektor in Oberhausen. Er war Dirigent, Organisator und Komponist. | bis 1937 zwischen Falkenstein- und Virchowstraße Körnerstraße, zwischen Virchow- und Straßburger Straße Turmstraße                                                                          |
| Karlstraße              | Sterkrade-Mitte               | benannt nach dem männlichen Vornamen Karl | Namenshäufung |
| Karolinenstraße         | Lirich                        | Johann Uhlenbruck baute zusammen mit der Familie Bonmann diese Straße 1905. Daher wurde sie nach seiner Ehefrau benannt. | |
| Kastanienweg            | Lirich                        | nach den Kastanien benannt | Namenshäufung |
| Kastellstraße           | Holten                        | Nach dem benachbarten Kastell Holten benannt, das bereits 1188 zum ersten Mal urkundlich erwähnt ist. | bis 1937 nördlich der Wasserstraße Schloßstraße, südlich Langestraße |
| Katharinenstraße        | Lirich                        | Katharina Krüßmann hatte sich beim Bau der ersten Katharinenkirche hohe Verdienste durch Schenkungen erworben. | |
| Kathstraße              | Holten                        | führt zur Alberskath | |
| Katzenbruch             | Bermensfeld                   | alte Flurbezeichnung, hier kamen „Katzensterz“ genannte Schachtelhalme vor | bis 1915 Weststraße |
| Kellenbergstraße        | Sterkrade-Mitte               | benannt nach dem Kellenbergkotten | bis 1929 Kasernenstraße |
| Keltenstraße            | Styrum                        | benannt nach den Kelten | Namenshäufung |
| Kempener Straße         | Schmachtendorf                | benannt nach Kempen | Namenshäufung |
| Kempkenstraße           | Schmachtendorf                | benannt nach dem Hof Kempken | bis 1917 Wilhelmstraße |
| Kettelerstraße          | Osterfeld-Mitte               | Wilhelm Emmanuel von Ketteler, 1811–1877, Bischof von Mainz und bekannt als der Arbeiterbischof | bis 1934 Kreuzstraße, bis 1946 Admiral-von-Schröder-Straße |
| Kettwiger Straße        | Bermensfeld                   | benannt nach Kettwig | |
| Kewerstraße             | Alstaden                      | Ludolf Kewer (1857–1923) war von 1904 bis 1910 der erste und einzige Bürgermeister von Alstaden. Er fädelte die Eingemeindung Alstadens nach Oberhausen ein.                                                                                          | bis 1910 Wilhelmstraße |
| Kickenbergstraße        | Osterfeld-Mitte               | alte Katasterbezeichnung, „Berg, von dem man weit sehen kann“ | bis 1936 Zwischenstraße |
| Kiebitzstraße           | Weierheide                    | nach den Kiebitzen benannt | |
| Kiefernstraße           | Sterkrade-Nord/Walsumermark   | nach der Kiefer benannt | bis 1917 Tannenstraße |
| Kieler Straße           | Sterkrade-Mitte               | benannt nach der norddeutschen Stadt Kiel | Namenshäufung |
| Kiepenfeld              | Alstaden                      | wurde auf den Feldern des Kiepenhofs angelegt | |
| Kiesstraße              | Osterfeld-Heide               | Hier gibt es viel Kies. | |
| Kiesweg                 | Schmachtendorf                | Hier gibt es viel Kies. | bis 1917 Sandstraße |
| Kirchhellener Straße    | Königshardt, Sterkrader Heide | führt nach Kirchhellen | |
| Kirchhofstraße          | Schmachtendorf                | liegt am 1902 errichteten Friedhof der katholischen Kirchengemeinde St. Josef | bis 1917 Friedhofstraße |
| Kirchstraße             | Osterfeld-Mitte               | führt an die Pankratiuskirche | |
| Kiwittenberg            | Alstaden                      | Hier gab es früher viele Kiebitze. Entweder deren Ruf (der wie „Kiwitt, kiwitt!“ klingt) oder der niederdeutsche Name (Kiwitt) führte zum Straßennamen.                                                                                               | bis 1919 Viktoriastraße |
| Klarastraße             | Lirich                        | benannt nach dem weiblichen Vornamen Klara | Namenshäufung |
| Klaumer Bruch           | Borbeck                       | alte Flurbezeichnung | bis 1934 Jacobistraße |
| Kleekampstraße          | Königshardt                   | Benannt nach der Siedlung Kleekamp im Nordosten von Königshardt, deren Name sich von einem Feld ableitet, auf dem Klee als Nahrung für Nutztiere wuchs.                                                                                               | |
| Kleestraße              | Buschhausen                   | Auf den benachbarten Feldern wuchs Klee als Nahrung für Nutztiere. | |
| Kleiberweg              | Königshardt                   | benannt nach dem Kleiber | Namenshäufung |
| Kleine Biefangstraße    | Schwarze Heide                | siehe Biefangstraße | |
| Kleine Blattstraße      | Alstaden                      | siehe Blattstraße | |
| Kleine Bronkhorststraße | Sterkrade-Mitte               | siehe Bronkhorststraße | durch den Bau der Autobahn von der Bronkhorststraße getrennt |
| Kleine Eichelkampstraße | Sterkrade-Mitte               | siehe Eichelkampstraße | |
| Kleine Hülskathstraße   | Biefang                       | siehe Hülskathstraße | |
| Kleine Kluckstraße      | Alstaden                      | siehe Kluckstraße | |
| Kleiner Markt           | Sterkrade-Mitte               | Der Kleine Markt ist seit Bestehen Sterkrades der zentrale Mittelpunkt der Bürger. | |
| Kleine Straße           | Klosterhardt                  | Es handelt sich um eine kleine Straße. | |
| Kleiststraße            | Schlad                        | Heinrich von Kleist, 1777–1811, dramatischer Dichter | |
| Klörenstraße            | Styrum                        | Hier hat der Maurermeister Klören die ersten Häuser errichtet. | |
| Klopstockstraße         | Styrum                        | Friedrich Gottlieb Klopstock, 1724–1803, Dichter | |
| Klosterhardter Straße   | Klosterhardt                  | durchquert Klosterhardt in Ost-West-Richtung | |
| Klosterstraße           | Sterkrade-Mitte               | benannt nach dem von 1254 bis 1969 anliegenden Kloster Sterkrade | von 1937 bis 1945 Admiral-Hipper-Straße |
| Kluckstraße             | Alstaden                      | Alexander von Kluck, 1846–1934, Generaloberst im Ersten Weltkrieg | |
| Knappenstraße           | Knappenviertel                | „Knappe“ ist eine Bezeichnung für einen Bergmann. Über diese Straße gelangten die Bergleute vom heutigen Knappenviertel zur Zeche Oberhausen. | |
| Kniestraße              | Osterfeld-Heide               | Die Straße sieht auf Stadtplänen aus wie ein Knie. | |
| Koburger Straße         | Sterkrade-Mitte               | nach Coburg benannt | bis 1936 Gertrudstraße |
| Königsberger Straße     | Knappenviertel                | erinnert an die erste Zeche des Ruhrgebiets, die Zeche Königsberg, die spätere Zeche Oberhausen | |
| Königshardter Straße    | Königshardt                   | benannt nach Königshardt selbst | um 1852 Kellenbergstraße, bis 1929 nördlich des Höhenwegs Roonstraße, zwischen Ebersbach- und Pfalzgrafenstraße Eckstraße, die kurze Stichstraße hinter dem Hochhaus am Höhenweg Querstraße |
| Königstraße             | Biefang                       | Referenz an das preußische Königshaus | um 1734 Biefanger Straße |
| Köperstraße             | Alsfeld                       | Die Straße wurde auf den Feldern des Grundbesitzers Köper angelegt. | |
| Körnerstraße            | Marienviertel                 | Theodor Körner, 1791–1813, Dichter und Freiheitssänger | bis 1934 zwischen Martin-Luther- und Brücktorstraße Heidstraße |
| Köstersfeld             | Sterkrade-Nord/Walsumermark   | wurde in den Feldern der Familie Köster angelegt | |
| Kolberger Straße        | Alsfeld                       | erinnert an die Belagerung Kolbergs 1807 | Namenshäufung bis 1936 Gneisenaustraße |
| Kolkmannstraße          | Biefang                       | benannt nach dem hier gelegenen Kolkmannshof | bis 1937 Wiesenstraße |
| Kolpingstraße           | Sterkrade-Mitte               | Sel. Adolph Kolping, 1813–1865, Priester und Gründer des Kolpingwerks | bis 1934 Kanalstraße, bis 1947 Yorkstraße |
| Konradstraße            | Lirich                        | benannt nach dem männlichen Vornamen Konrad | Namenshäufung |
| Konrad-Adenauer-Allee   |                               | Konrad Adenauer, 1876–1967, erster Bundeskanzler der Bundesrepublik Deutschland | bis 1892 Düsseldorf-Münstersche-Provinzialstraße, bis 1993 Sterkrader Straße |
| Kopernikusstraße        | Sterkrade-Nord/Walsumermark   | Nikolaus Kopernikus, 1473–1543, Astronom und Domherr, Begründer des Heliozentrischen Weltbildes | |
| Koppenburgstraße        | Osterfeld-Mitte               | Pankratz Koppenburg betrieb an dieser Straße eine Mühle. | |
| Kottenstraße            | Osterfeld-Heide               | erinnert an mehrere kleinere Bauernbesitzungen, die Kotten genannt wurden | |
| Krähenstraße            | Königshardt                   | benannt nach den Krähen | Namenshäufung |
| Kramtsweg               | Sterkrade-Nord/Walsumermark   | Kramtsvogel ist eine andere Bezeichnung der Wacholderdrossel. Diese Vögel kamen hier recht häufig vor. | |
| Kranichweg              | Sterkrader Heide              | benannt nach dem Kranich | |
| Krefelder Straße        | Schmachtendorf                | benannt nach Krefeld | |
| Kreuzbergweg            | Marienviertel                 | Hier gab es früher ein altes Heidekreuz auf einer Anhöhe der Lipper Heide. | |
| Kreuzstraße             | Lirich                        | Die Kreuzstraße verlief ursprünglich über den heutigen Westfriedhof, in dessen Mitte früher ein hohes Kreuz stand. | früher Zum hohen Kreuz |
| Krimhildstraße          | Buschhausen                   | benannt nach der Sagengestalt Krimhild | Namenshäufung |
| Kronstadtstraße         | Osterfeld-Heide               | Benannt nach der siebenbürgischen Stadt Kronstadt, die bis 1950 diesen Namen trug. Viele vertriebene Siebenbürger Sachsen ließen sich nach 1945 an dieser Straße nieder.                                                                              | |
| Krumme Straße           | Holten                        | verläuft bogenförmig zwischen Wasser- und Mechthildisstraße | früher Bellweyerstraße |
| Künstlerplatz           | Neue Mitte                    | | |
| Küperstraße             | Holten                        | ursprünglich ein von Heinrich Küper zu seinem Haus angelegter Privatweg | |
| Kuhle                   | Alstaden                      | Die Straße führte durch Wippermanns Ziegelkuhle, wo man Ziegel brannte. | bis 1910 Bruchstraße |
| Kuhlenweide             | Stemmersberg/Osterfeld-Heide  | ehemalige Ziegelkuhle, in der die Weiden des Bauern Freitag lagen | |
| Kuhweg                  | Biefang                       | benannt nach dem Kuhgraben, einem kleinen Bach | |
| Kulmer Straße           | Sterkrader Heide              | benannt nach der ehemals deutschen Stadt Kulm | |
| Kurfürstenstraße        | Holten, Biefang               | Großer Kurfürst Friedrich Wilhelm, 1620–1688, Landesherr über Holten und Biefang | früher Leichenweg, bis 1917 im Amt Holten (Biefang) Markgrafenstraße |
| Kyffhäuserstraße        | Weierheide                    | benannt nach dem Berg Kyffhäuser | |

### L
| Straßenname         | Stadtteil                   | Herleitung | Bemerkungen |
| ------------------- | --------------------------- | --- | --- |
| Lärchenstraße       | Sterkrade-Nord/Walsumermark | nach den Lärchen benannt | Namenshäufung bis 1917 Karlstraße |
| Landwehr            | Alstaden, Styrum            | Hier wurde im Mittelalter die Bergische Landwehr angelegt, die Schutz vor Übergriffen von Räubern wie Soldaten bot. Die Landwehr bestand aus zwei bis drei dicht bewachsenen und daher damals unüberwindbaren Wällen mit Hainbuchen und Kopfweiden, Schwarz- und Weißdorn sowie Heckenrosen.   | früher zwischen Nohl- und Mülheimer Straße Alte Heid Straße |
| Langemarkstraße     | Innenstadt                  | Bei Langemark fand im Ersten Weltkrieg die Erste Flandernschlacht statt. | bis 1935 Breitestraße |
| Langenbergstraße    | Holten                      | Heinrich Langenberg (1881–1950) war Vorstandsmitglied der Gemeinnützigen Wohnungsgenossenschaft Sterkrade. | |
| Langwegstraße       | Tackenberg-Ost              | Werner Langweg (1863–1940) war der erste Amtmann von Osterfeld. Er führte Osterfeld auf den Weg zur selbstständigen Stadt. | |
| Lanterstraße        | Buschhausen                 | Hier lagen die Felder die zum Lantermannshof gehörten. | bis 1909 westlich der Friesenstraße Leihstraße, östlich Lanterstraße |
| Lattenkampstraße    | Buschhausen                 | führt durch die Felder des Bauern Lattenkamp. | |
| Laubstraße          | Alsfeld                     | steht in Zusammenhang mit dem angrenzenden Wald | |
| Leberstraße         | Biefang                     | Julius Leber, 1891–1945, Journalist und Politiker der SPD, Widerstandskämpfer und beteiligt am Attentat vom 20. Juli 1944, 1945 in Berlin-Plötzensee hingerichtet | |
| Ledigenstraße       | Klosterhardt                | liegt am Ledigenheim der Gutehoffnungshütte | |
| Lehmbachstraße      | Buschhausen                 | Hier floss früher die Nordbeeck, ein Bach, der lehmgetrübtes Wasser führte. | |
| Lehmbergstraße      | Sterkrade-Mitte             | Hier lag der Lehmbergshof. | |
| Lehmweg             | Sterkrade-Nord/Walsumermark | | |
| Leibnizstraße       | Buschhausen                 | Gottfried Wilhelm Leibniz, 1646–1716, Philosoph, Forscher, Historiker und Jurist | |
| Lembecker Straße    | Osterfeld-Mitte             | Lembeck ist eine Ortschaft im Münsterland, die seit 1526 im Besitz der Herren von Westerholt ist, die auch größere Besitzungen in Osterfeld und Oberhausen hatten. | |
| Lenaustraße         | Alstaden                    | Nikolaus Lenau, 1802–1850, Dichter | bis 1937 Lessingstraße, bis 1945 Wilhelm-Loeper-Straße (Wilhelm Loeper) |
| Lennestraße         | Alstaden                    | benannt nach der Lenne, wohl in Bezug zur naheliegenden Ruhr | |
| Leopoldstraße       | Lirich                      | benannt nach dem männlichen Vornamen Leopold | Namenshäufung bis 1934 Grabenstraße, bis 1945 Leo-Kausch-Straße |
| Lepkesfeld          | Dümpten                     | führt durch die Felder des Lepkeshofes | |
| Lessingstraße       | Buschhausen                 | Gotthold Ephraim Lessing, 1729–1781, Dichter und Theologe | |
| Leuthenstraße       | Schwarze Heide              | erinnert an die Schlacht bei Leuthen | |
| Leutweinstraße      | Rothebusch                  | Theodor Leutwein, 1849–1921, Kommandeur der deutschen Schutztruppen in Deutsch-Südwestafrika während des Hereroaufstands | bis 1936 Marienstraße und Querstraße |
| Lickenberg          | Alstaden                    | alte Flurbezeichnung. Es gibt mehrere Deutungen: - lichter Berg, im Sinne von „Berg mit einer Lichtung, wenig bewachsener Berg“: Dies würde auf das am Südrand der Alstadener Heide gelegene Gebiet zutreffen. - Leichenberg: Im Zusammenhang mit dem, 1905 angelegten, benachbarten Friedhof. | bis 1910 Schulstraße (benannt nach der Ruhrschule) |
| Lickumstraße        | Sterkrade-Nord/Walsumermark | „Lichtung“ | |
| Liebknechtstraße    | Marienviertel               | Wilhelm Liebknecht, 1826–1900, einer der Gründer der SPD | bis 1934 Feldstraße, bis 1947 Richthofenstraße |
| Lilienstraße        | Alstaden                    | willkürliche Namensgebung wohl nach dem alten Namen Rosenstraße (bis 1910) | |
| Lilienthalstraße    | Osterfeld-Mitte             | Otto Lilienthal, 1848–1896, Pionier des Flugwesens | bis 1937 Verbindungsstraße |
| Lindenplatz         | Barmingholten               | Platz mit Linden | |
| Lindermannstraße    | Alstaden                    | Wilhelm Lindermann (1856–1909) war ein langjähriger Ortsvorsteher von Alstaden. | bis 1910 Schützenstraße, bis 1937 Lindnerstraße |
| Lindgensstraße      | Holten                      | benannt nach den Besitzern des Heckmannshofs, der Familie Lindgens | bis 1937 Luisenstraße |
| Lindnerstraße       | Buschhausen                 | Gustav Adolf Lindner, 1828–1887, tschechischer Pädagoge | bis 1963 im östlichen Teil Grafenbuschstraße |
| Linsingenstraße     | Innenstadt                  | benannt nach dem Adelsgeschlecht Linsingen | Früher hieß die Straße Streitstraße, wurde dann aber auf Anwohnerbeschwerden hin in Eintrachtstraße umbenannt. 1914 begann allerdings auf dem unteren Teil die Prostitution, weswegen der obere Teil in Flaßhofstraße umbenannt wurde. Auf Verfügung des Regierungspräsidenten wurde das Bordellgeschäft 1922 aufgehoben und auch der untere Teil der Flaßhofstraße zugeordnet. Als der Bordellbetrieb aber wiederum auflebte, wurde der obere Teil 1938 in Linsingenstraße umbenannt. |
| Lipperheidstraße    | Marienviertel               | In der Lipper Heide wurde schachbrettartig die Stadt Oberhausen angelegt. | |
| Lipperstraße        | Marienviertel               | Nach der Lipper Heide, durch die sie führte, benannt. | um 1869 Alte Lipperstraße und Heitkamps-Weg |
| Liricher Straße     | Lirich                      | Die Straße führt durch Lirich, eine der beiden Keimzellen der Stadt Oberhausen. | |
| Lönsstraße          | Schmachtendorf              | Hermann Löns, 1866–1914, Dichter und Schriftsteller | bis 1917 Moritzstraße |
| Lohfeldstraße       | Holten                      | Das Gebiet, durch das die Straße führt, heißt Lohfeld („Feld mit niederem Holz, Gebüsch“). | |
| Lohstraße           | Schlad                      | alte Flurbezeichnung (in't Loh), hier standen Eichenschläge, von denen die Rinde („Loh“) abgeschält wurde, um sie als Gerbmittel zu benutzen. | |
| Lorenzstraße        | Styrum                      | benannt nach dem männlichen Vornamen Lothar | Namenshäufung bis 1910 Körnerstraße |
| Losenstraße         | Schmachtendorf              | führt durch die Felder des Grundbesitzers Losen | bis 1917 Erlenstraße |
| Lotharstraße        | Bermensfeld                 | benannt nach dem männlichen Vornamen Lothar | Namenshäufung |
| Lothringer Straße   | Innenstadt, Styrum          | in Zusammenhang mit der Elsässer Straße nach Lothringen benannt | in Styrum bis 1910 Heidestraße |
| Luchsstraße         | Alsfeld                     | nach dem Luchs benannt | vor dem Ausbau der Straße Fuchsweg |
| Ludwigstraße        | Styrum                      | Hier baute Ludwig Heitbrink das erste Haus. | |
| Lübecker Straße     | Tackenberg-West             | nach der norddeutschen Stadt Lübeck benannt | |
| Luegstraße          | Klosterhardt                | Wilhelm Lueg, 1792–1864, Industriepionier | Namenshäufung |
| Lütticher Straße    | Schmachtendorf              | benannt nach Lüttich | bis 1917 Gudrunstraße und Krimhildstraße |
| Lützowstraße        | Holten                      | Adolf von Lützow, 1782–1834, preußischer Reiteroffizier und Gründer des Freikorps Lützow. In Erinnerung an preußische Jäger, die während der Befreiungskriege in Holten einquartiert waren. | |
| Luisenstraße        | Lirich                      | Königin Luise von Preußen, 1776–1810, Ehefrau von Friedrich Wilhelm III., anerkannt wegen ihrer persönlichen Schlichtheit und der nationalbewussten Haltung | |
| Luise-Albertz-Platz | Neue Mitte                  | Luise Albertz (1901–1979) war eine Oberhausener Politikerin der SPD und von 1946 bis 1948 und zum zweiten Mal von 1956 bis 1975 Oberbürgermeisterin von Oberhausen. | |

### M
| Straßenname            | Stadtteil                    | Herleitung | Bemerkungen |
| ---------------------- | ---------------------------- | --- | --- |
| Märkische Straße       | Osterfeld-Mitte              | benannt nach der Bergisch-Märkischen Eisenbahn | bis 1936 Wallstraße                                                                                                 |
| Malmedystraße          | Königshardt                  | Malmedy musste 1914 an Belgien abgetreten werden. | |
| Malzstraße             | Osterfeld-Heide              | Hier lag bis zum Zweiten Weltkrieg die Malzfabrik Röttgen | |
| Margaretenstraße       | Lirich                       | benannt nach dem weiblichen Vornamen Margarete | bis 1933 Ackerstraße                                                                                                |
| Marienburgstraße       | Knappenviertel               | benannt nach der Marienburg | bis 1934 Hüttenstraße                                                                                               |
| Markgrafenstraße       | Schwarze Heide               | nach den Markgrafen benannt | Namenshäufung |
| Marktplatz Osterfeld   | Osterfeld-Mitte              | Der Marktplatz bildet das Zentrum Osterfelds. Der erste Wochenmarkt fand 1870 statt, 1890 wurde der Marktplatz angelegt. | |
| Marktstraße            | Innenstadt                   | Hauptgeschäftsstraße von Alt-Oberhausen | |
| Markusstraße           | Sterkrade-Mitte              | benannt nach dem heiligen Markus | |
| Marthastraße           | Tackenberg-West              | benannt nach dem weiblichen Vornamen Martha | |
| Martin-Heix-Platz      | Styrum                       | Martin Heix (1903–1977) war nach dem Zweiten Weltkrieg maßgeblich am Wiederaufbau der Stadt Oberhausen beteiligt. Er war Gewerkschaftler, Arbeitersekretär in der Katholischen Arbeiterbewegung und Politiker der CDU. Von 1949 bis 1956 war er Mitglied des Bundestages. | bis 1910 Friedenstraße, bis 1977 Josefplatz                                                                         |
| Martin-Luther-Straße   | Marienviertel                | Martin Luther, 1483–1546, Reformator | bis 1934 Karlstraße                                                                                                 |
| Martinstraße           | Schmachtendorf               | benannt nach dem heiligen Martin von Tours | bis 1917 Hüttenstraße                                                                                               |
| Matthias-Hendricks-Weg | Alstaden                     | Matthias Hendricks (1885–1984) war der Gründer des Bürgerrings Alstaden 1950 e.V. und langjähriger Vorsitzender. | |
| Mathildestraße         | Alsfeld                      | benannt nach dem weiblichen Vornamen Mathilde | Namenshäufung |
| Mattlerstraße          | Holten                       | Die Mattlers waren ein altes, hiesiges Edelherrengeschlecht, aus dem mehrfach Burgmänner des Kastells Holten hervorgingen. | bis 1917 Friedhofstraße                                                                                             |
| Matzenbergstraße       | Königshardt                  | Vermutlich abgeleitet vom Matzenberg in der Pfalz, aus der die ersten Siedler Königshardts stammten. | |
| Max-Eyth-Straße        | Buschhausen                  | Max Eyth, 1836–1906, Schriftsteller und Techniker | bis 1937 Südoberhausener Straße                                                                                     |
| Max-Planck-Ring        | Neue Mitte                   | Max Planck, 1858–1947, Physiker und Nobelpreisträger | |
| Maxstraße              | Tackenberg-West              | in Zusammenhang mit der benachbarten Moritzstraße nach der Geschichte Max und Moritz benannt | Namenshäufung |
| Maybachstraße          | Alstaden                     | Wilhelm Maybach, 1846–1929, Konstrukteur von Kraftwagen | Namenshäufung |
| Mechthildisstraße      | Holten                       | Mechthild von Holte (1225–1301), bekannt als große Wohltäterin und Gründerin des Klosters in Sterkrade | früher Hinter der Mauer, bis 1935 Kirchstraße                                                                       |
| Mecklenburger Straße   | Schwarze Heide, Buschhausen  | benannt nach Mecklenburg | früher Spinozastraße, Namenshäufung                                                                                 |
| Meisenstraße           | Königshardt                  | benannt nach der Meise | bis 1917 Bussardstraße, Namenshäufung                                                                               |
| Mellinghofer Straße    | Dümpten                      | führte zum alten Wohnplatz Mellinghofen | |
| Mellisstraße           | Bermensfeld                  | erinnert an den Mellis-Kotten | bis 1915 Sophienstraße                                                                                              |
| Memelstraße            | Klosterhardt                 | nach der Memel benannt | |
| Mergelkuhle            | Sterkrade-Nord/Walsumermark  | Hier wurde früher Ton („Mergel“) abgebaut, wobei Kuhlen entstanden. | |
| Mergelstraße           | Stemmersberg/Osterfeld-Heide | führt durch ein Gebiet mit kalkhaltigem Ton („Mergel“) | |
| Metzgerstraße          | Lirich                       | Hier wurde 1891 der städtische Schlachthof errichtet. | |
| Michalidesstraße       | Rothebusch                   | Karl Michalides war der erste Pfarrer an St. Pankratius und vermutlich der Initiator der Errichtung der Marienkirche in Rothebusch. | |
| Michelstraße           | Osterfeld-Mitte, Rothebusch  | erinnert an den alten Bauernhof Michel am Walde | |
| Middlesbroughstraße    | Neue Mitte                   | Middlesbrough ist seit 1974 eine Partnerstadt von Oberhausen. | |
| Mittelstraße           | Holten                       | liegt in der Mitte von Alt-Holten | |
| Möhnestraße            | Alstaden                     | benannt nach der Möhne (wohl in Zusammenhang mit der nahe der Siedlung gelegenen Ruhr) | Namenshäufung |
| Mörikestraße           | Alstaden                     | Eduard Mörike, 1804–1875, Dichter und Schriftsteller | bis 1910 Goebenstraße, bis 1936 Timpenstraße ungewöhnliche Nummerierung: es gibt die Hausnummern 29, 38, 42 und 44. |
| Moosstraße             | Buschhausen                  | benannt nach dem Moos | |
| Moritzstraße           | Tackenberg-West              | in Zusammenhang mit der benachbarten Maxstraße nach der Geschichte Max und Moritz benannt | Namenshäufung |
| Mozartstraße           | Sterkrader Heide             | Wolfgang Amadeus Mozart, 1756–1791, bedeutender Komponist der Klassik | |
| Mühlenhof              | Dümpten                      | in Anlehnung an die hofartige Gruppierung der Häuser und an die benachbarte Mühlenstraße benannt | |
| Mühlenstraße           | Dümpten                      | führte früher zur Lepkesmühle | |
| Mülheimer Straße       | Innenstadt, Styrum, Dümpten  | führt nach Mülheim an der Ruhr | bis 1892 Düsseldorf-Münstersche Provinzialstraße, bis 1910 in Styrum Oberhausener Straße                            |
| Münzstraße             | Tackenberg-West              | nach einem früheren Grundbesitzer benannt | |
| Muldenstraße           | Sterkrade-Mitte              | führt in eine flache Mulde | |
| Musfeldstraße          | Tackenberg-Ost, Klosterhardt | nach dem Grundbesitzer Gerhard Musfeld benannt | |
| Musikweg               | Neue Mitte                   | Hier steht das Metronom Theater. | |

### N
| Straßenname          | Stadtteil                   | Herleitung                                                                                            | Bemerkungen                                                            |
| -------------------- | --------------------------- | --- | ---------------------------------------------------------------------- |
| Nassenkampstraße     | Schmachtendorf              | „nasses Feld“: Ein Feld, das vom Bach Nassenkampgraben nur unzureichend entwässert wurde und wird.    | sehr schmale Straße, teilweise nur ein Fußpfad bis 1917 Baustraße      |
| Nathlandstraße       | Bermensfeld                 | „nasses Land“, in Anlehnung an den Nathlandbach, der hier früher floss                                | bis 1915 Kahrstraße                                                    |
| Nebenstraße          | Osterfeld-Mitte             | unbedeutende Straße, keine Hauptstraße                                                                | nur ein Fußweg                                                         |
| Nelkenstraße         | Lirich                      | willkürlich nach den Nelken benannt                                                                   | Namenshäufung                                                          |
| Nettelbeckstraße     | Alsfeld                     | Joachim Nettelbeck, 1738–1824, Bürgeradjutant in der Belagerung Kolbergs 1807                         | Namenshäufung                                                          |
| Neuer Weg            | Alstaden                    | alte Katasterbezeichnung „im neuen Feld“                                                              | bis 1910 Meidericher Straße                                            |
| Neugahlener Straße   | Schwarze Heide              | Benannt nach Gahlen. Viele Männer aus der Umgebung Gallens haben in Sterkrade Arbeit gefunden.        | Namenshäufung                                                          |
| Neuköllner Straße    | Sterkrade-Nord/Walsumermark | führt zur Bauerschaft Neuköln im Norden Oberhausens                                                   |                                                                        |
| Neumarkt             | Sterkrade-Mitte             | 1939 wurde der Neumarkt als neues, größeres Pendant zum kleineren Großen Markt eingerichtet.          |                                                                        |
| Neumühler Straße     | Schwarze Heide              | führte früher bis Neumühl                                                                             | geschäftlicher Mittelpunkt der Schwarzen Heide                         |
| Neustraße            | Schmachtendorf              | wortwörtlich eine „neue Straße“                                                                       |                                                                        |
| Niebuhrstraße        | Lirich                      | Barthold Georg Niebuhr, 1776–1831, Historiker, Staatsmann und Minister                                |                                                                        |
| Nierfeldweg          | Bermensfeld                 | alte Katasterbezeichnung Nierfeld                                                                     |                                                                        |
| Nikolaus-Groß-Straße | Klosterhardt                | Nikolaus Groß, 1898–1920, Widerstandskämpfer                                                          |                                                                        |
| Nohlstraße           | Innenstadt, Styrum          | Max Nohl, 1830–1863, Baumeister der Christuskirche                                                    | bis 1910 im Styrumer Teil Goethestraße                                 |
| Norbertstraße        | Schmachtendorf              | benannt nach dem männlichen Vornamen Norbert                                                          |                                                                        |
| Nordrampe            | Sterkrade-Mitte             | rampenartig angelegte Straße zur Verbindung der Flensburger und Hamburger Straße mit der Brüderstraße |                                                                        |
| Nordstraße           | Königshardt                 | befindet sich im Norden der Stadt                                                                     |                                                                        |
| Normannenstraße      | Innenstadt                  | nach den Normannen benannt                                                                            | bis 1936 Cäcilienstraße                                                |
| Nürnberger Straße    | Osterfeld-Mitte             | unter den Nationalsozialisten nach Nürnberg und den dort beschlossenen Nürnberger Gesetzen benannt    | bis 1937 Klosterstraße und nördlich der Westfälischen Straße Gasstraße |

### O
| Straßenname              | Stadtteil                   | Herleitung | Bemerkungen                                                                              |
| ------------------------ | --------------------------- | --- | ---------------------------------------------------------------------------------------- |
| Oberbruch                | Borbeck                     | liegt im Gebiet des Großen Klaumer Bruchs und ist in Anlehnung an den älteren Unterbruch benannt |                                                                                          |
| Obere Brüderstraße       | Tackenberg-West             | siehe Brüderstraße | bis 1961 Teil der Brüderstraße, abgetrennt durch den Bau der Autobahn                    |
| Oberförster-Hoffmann-Weg | Sterkrade                   | Oberförster Hoffmann (1902–1965) verwaltete von 1951 bis zu seinem Tod als Förster den Sterkrader Wald |                                                                                          |
| Obermeidericher Straße   | Alstaden                    | ehemals Grenzstraße zwischen Alstaden und Obermeiderich |                                                                                          |
| Odenwaldstraße           | Sterkrade-Mitte             | Odenwald |                                                                                          |
| Ohrenfeld                | Alstaden                    | uralte Katasterbezeichnung (auf'm Ohrenfeld), möglicherweise einst Name eines Wohnplatzes. Es gibt verschiedene Deutungen: - Umdeutung von Ähren-Feld - Benennung nach hier gefundenem „Urgrund, Ohrgrund“, Raseneisenstein - „Ahorn-Feld“                                         | um 1823 im Westen Kreuzstraße, im Osten bereits Ohrenfelds Weg, bis 1910 Styrumer Straße |
| Olbergsholz              | Sterkrade-Nord/Walsumermark | mundartliche Abwandlung des Namens Eulerich, also ein kleiner Wald („Holz“), der dem Siedler Adolf Eulerich gehörte | bis 1928 Karlstraße                                                                      |
| Olbergsweg               | Sterkrade-Nord/Walsumermark | siehe Olbergsholz | bis 1917 Teil der Heidstraße                                                             |
| Oldenburger Straße       | Schwarze Heide, Buschhausen | Großherzogtum Oldenburg |                                                                                          |
| Olgastraße               | Alsfeld                     | benannt nach dem weiblichen Vornamen Olga | bis 1936 Klarastraße, Häufung von Straßennamen nach Vornamen in der Umgebung             |
| Oranienstraße            | Schmachtendorf              | Das Haus Oranien stellte seit 1815 den niederländischen König. Die Straße liegt direkt an der Oberhausener Ausfallstraße nach Norden und somit in die Richtung der Niederlande. Mit der Bezeichnung Oranienstraße sollte die Verbundenheit mit dem Nachbarland ausgedrückt werden. | bis 1937 Rolandstraße, bis 1945 Hans-Schemm-Straße (Hans Schemm)                         |
| Oskarstraße              | Sterkrade-Mitte             | benannt nach dem männlichen Vornamen Oskar | Häufung von Straßennamen nach Vornamen in der Umgebung                                   |
| Osterfelder Straße       | Neue Mitte, Osterfeld-Süd   | führt von Alt-Oberhausen nach Osterfeld | bis 1936 Emscherstraße                                                                   |
| Ostmarkstraße            | Osterfeld-Mitte             | „Ostmark“ war in der Zeit des Nationalsozialismus die Bezeichnung für Österreich | bis 1937 Neustraße                                                                       |
| Ostrampe                 | Sterkrade-Mitte             | hier wurde 1896 die aufgeschüttete, rampenartig angelegte Straße zur Eisenbahnbrücke am Sterkrader Bahnhof angelegt |                                                                                          |
| Ottilienstraße           | Lirich                      | benannt nach dem weiblichen Vornamen Ottilie | bis 1929 Tannenwegstraße, Häufung von Straßennamen nach Vornamen in der Umgebung         |
| Otto-Dibelius-Straße     | Innenstadt                  | Otto Dibelius, 1880–1967, führend in der bekennenden Kirche während der Zeit des Nationalsozialismus | bis 1934 Mauerstraße, bis 1945 Admiral-Scheer-Straße (Reinhard Scheer)                   |
| Otto-Roelen-Straße       | Holten                      | Otto Roelen, 1898–1993, Wissenschaftler und Chemiker an der Ruhrchemie in Holten | bis 1994 Bruchstraße                                                                     |
| Otto-Weddigen-Straße     | Sterkrade-Mitte             | Otto Weddigen, 1882–1915, U-Boot-Kommandant | bis 1936 Thalstraße                                                                      |

### P
| Straßenname              | Stadtteil                   | Herleitung | Bemerkungen |
| ------------------------ | --------------------------- | --- | --- |
| Pacelliplatz             | Innenstadt                  | Eugenio Pacelli wurde 1939 als Pius XII. Papst der katholischen Kirche                                                        | bis 2012 Teil des Altmarkts, auf Vorschlag des Pfarrers an Herz Jesu in Pacelliplatz umbenannt, da die benachbarte Pacellistraße nach dem dort geborenen Christoph Schlingensief benannt wurde (siehe Christoph-Schlingensief-Straße) |
| Parallelstraße           | Lirich                      | verläuft parallel zur Bahnstrecke Oberhausen-Duisburg-Ruhrort                                                                 | früher Düsseldorfer Straße, 1936–1947 Lettow-Vorbeck-Straße (Paul von Lettow-Vorbeck) |
| Parkstraße               | Sterkrade-Mitte             | liegt am Sterkrader Volkspark                                                                                                 | bis 1933 zwischen Brandenburger Straße und Hildegardstraße: Bergstraße |
| Paul-Reusch-Straße       | Innenstadt                  | Paul Reusch, 1869–1956, Unternehmer, Feind der Nationalsozialisten                                                            | bis 1933 Industriestraße |
| Paulsenstraße            | Buschhausen                 | Friedrich Paulsen, 1846–1908, Philosoph                                                                                       | bis 1930 Teil der Jacobstraße |
| Pestalozzistraße         | Buschhausen                 | Johann Heinrich Pestalozzi, 1749–1827, Pädagoge                                                                               | |
| Peterplatz               | Alstaden                    | benachbarte Peterskirche | |
| Peterstraße              | Alstaden                    | benachbarte Peterskirche | |
| Pfälzerstraße            | Königshardt                 | Die ersten Siedler in Königshardt waren Protestanten, die die Pfalz verlassen hatten,                                         | |
| Pfalzgrafenstraße        | Walsumermark, Königshardt   | | bis 1934 zwischen Höhenweg und Königshardter Straße Hardtstraße, danach Grenzstraße |
| Pfandhöferstraße         | Tackenberg-West             | | |
| Pfeilstraße              | Brink                       | willkürliche Benennung ohne Sinn                                                                                              | bis 1917 Grundstraße |
| Pilgerstraße             | Schwarze Heide              | erinnert an die Wallfahrten ins Kloster Sterkrade seit 1764                                                                   | |
| Platz der Guten Hoffnung | Neue Mitte                  | erinnert an die Gutehoffnungshütte, die hier bis in die 90er-Jahre ihre Werke hatte                                           | |
| Pollsenweg               | Schmachtendorf              | | bis 1917 Jahnstraße |
| Pommernstraße            | Buschhausen                 | | |
| Pompstraße               | Styrum                      | benannt nach Rektor Pomp, der 1862 die Betreuung der ersten Notkirche in Styrum übernahm                                      | |
| Posener Straße           | Sterkrader Heide            | | |
| Poststraße               | Innenstadt                  | am Postamt | 1934–1945 Von-Papen-Straße (Franz von Papen) |
| Postweg                  | Sterkrade-Mitte, Alsfeld    | alter Postweg, auf dem schon im 16. Jahrhundert Kutschen die Post aus den südlichen Räumen nach Wesel und Münster beförderten | bis 1933 Friedhofstraße |
| Pothmannsweg             | Knappenviertel              | | |
| Potsdamer Straße         | Sterkrade-Mitte             | | |
| Prälat-Wirtz-Straße      | Schlad                      | | |
| Preußenstraße            | Schwarze Heide              | | |
| Priestershof             | Dümpten                     | | |
| Prinzenstraße            | Sterkrade-Nord/Walsumermark | | |
| Promenade                | Neue Mitte                  | | |
| Propst-Denkhoff-Weg      | Sterkrade-Mitte             | | |
| Prosperstraße            | Tackenberg-Ost              | | |
| Püttstraße               | Alstaden                    | | |

### Q
| Straßenname | Stadtteil | Herleitung | Bemerkungen |
| ----------- | --------- | --- | ----------- |
| Quellstraße | Borbeck   | Hier gab es einst ein Quellgebiet im früheren Emscherbruch bei Dellwig. Diese Quellen sind durch die Ausbaggerung des Rhein-Herne-Kanals ausgetrocknet oder versickert. |             |

### R
| Straßenname             | Stadtteil                    | Herleitung | Bemerkungen                                                                |
| ----------------------- | ---------------------------- | --- | -------------------------------------------------------------------------- |
| Rabenstraße             | Barmingholten                | Hier gab es früher viele Raben. |                                                                            |
| Ramgestraße             | Sterkrade-Mitte              | Rudolf Ramge (1894–1944) war Gewerbeoberlehrer an der städtischen Berufsschule Oberhausen und Stadtverordneter der SPD. Er wurde 1944 von der Gestapo festgenommen und ins KZ Sachsenhausen überführt. Seitdem ist er verschollen. | bis 1929 Grünstraße, bis 1936 Zur-Nieden-Straße, bis 1946 Immelmannstraße  |
| Rathenauplatz           | Biefang                      | Walter Rathenau, 1867–1922, Reichsminister für Wiederaufbau und später für Außenpolitik, Unterzeichner des Vertrags von Rapallo. 1922 wurde er Opfer einer antisemitischen Hetzkampagne und von Nationalisten ermordet.            | bis 1947 Königplatz                                                        |
| Rebenstraße             | Biefang                      | willkürlich nach der Weinrebe benannt |                                                                            |
| Rechenacker             | Alstaden                     | alte Flurbezeichnung, deutet auf Getreideäcker hin, auf denen das Getreide mit Rechen zusammengeharkt wurde | bis 1910 Flurstraße                                                        |
| Reener Straße           | Osterfeld-Heide              | Benannt nach der Stadt Reen in Siebenbürgen. Nach 1945 ließen sich viele vertriebene Siebenbürgen-Sachsen hier nieder. |                                                                            |
| Rehmer                  | Alstaden                     | alte Flurbezeichnung („am Rehmer“), deutet auf ein Waldstück hin | um 1823 am Rehmer, bis 1910 Kirchstraße                                    |
| Reiherstraße            | Sterkrader Heide             | Wahrscheinlich war hier früher der Reiher heimisch. |                                                                            |
| Reinekering             | Alsfeld                      | in Bezug auf den naheliegenden Wald nach Reinike, dem Fabelnamen für den Fuchs benannt |                                                                            |
| Reinersstraße           | Alsfeld                      | benannt nach dem vorbeifließenden Reinersbach, der seinerseits nach dem Reinershof benannt ist |                                                                            |
| Reinholdstraße          | Alstaden                     | nach dem heiligen Reinhold benannt | bis 1929 Stephanstraße                                                     |
| Renate-Weckwerth-Straße | Osterfeld-Mitte              | Renate Weckwerth, 1942–1994, Lehrerin in Oberhausen-Tackenberg |                                                                            |
| Reuterstraße            | Styrum                       | Fritz Reuter, 1810–1874, plattdeutscher Dichter |                                                                            |
| Revierstraße            | Königshardt                  | führt in das Waldgebiet Abelheide, das früher ein abgegrenzter Jagdbezirk („Revier“) war |                                                                            |
| Rheinische Straße       | Osterfeld-Mitte              | liegt an der 1886 eröffneten Rheinischen Eisenbahnlinie | bis 1993 im südlichen Teil Hummelstraße                                    |
| Rhenaniastraße          | Lirich                       | benannt nach der Rhenania AG, die 1852 in Oberhausen eine Schwefelsäurefabrik eröffnete |                                                                            |
| Richard-Dehmel-Straße   | Tackenberg-Ost, Klosterhardt | Richard Dehmel, 1863–1920, Dichter |                                                                            |
| Richardstraße           | Alstaden                     | benannt nach dem männlichen Vornamen Richard |                                                                            |
| Richard-Wagner-Allee    | Osterfeld-Heide              | Richard Wagner, 1813–1883, Dichterkomponist |                                                                            |
| Riesenstraße            | Tackenberg-West              | in Zusammenhang mit der benachbarten Goliathstraße |                                                                            |
| Ringstraße              | Tackenberg-Ost               | Seitenstraße zur Langwegstraße, die bogenförmig wieder auf diese zurückführt |                                                                            |
| Ripsdörnestraße         | Rothebusch                   | alte Flurbezeichnung Riebsdörne, ein Wald, der einem Reichen gehörte und mit viel dornenreichem Untergehölz bewachsen war |                                                                            |
| Ripshorster Straße      | Bermensfeld, Borbeck         | führt durch das Ribhorster Feld, das Feld, das zum Haus Ripshorst gehörte | bis 1915 Osterfelder Straße                                                |
| Ritterstraße            | Sterkrade-Mitte              | Carl Ritter, 1779–1859, Geograph |                                                                            |
| Robert-Bosch-Straße     | Holten                       | Robert Bosch, 1861–1942, Erfinder |                                                                            |
| Robert-Koch-Straße      | Sterkrade-Mitte              | Robert Koch, 1843–1910, Arzt und Bakteriologe | bis 1935 Josefstraße                                                       |
| Robert-Schumann-Weg     | Sterkrader Heide             | Robert Schumann, 1810–1856, Komponist und Dirigent |                                                                            |
| Römerstraße             | Styrum                       | Die Straße liegt in der Nähe der Bergischen Landwehr, die Schutz vor Überfällen von Räubern wie Soldaten bot. Früher glaubte man, die Landwehr sei von den Römern errichtet worden, daher erhielt die Straße diesen Namen.         |                                                                            |
| Roggenstraße            | Holten                       | führte ins Roggenkamp, ein Feld, auf dem Roggen wuchs |                                                                            |
| Rolanddamm              | Innenstadt                   | erinnert an die in der Nähe gelegene Halde der Zeche Roland |                                                                            |
| Rolandsfeld             | Dümpten                      | Das Feld gehörte ursprünglich dem Bauern Roland. |                                                                            |
| Rolandstraße            | Schlad, Dümpten              | führte früher zur Zeche Roland |                                                                            |
| Rombacher Straße        | Lirich                       | Der Straßennamen geht auf eine Planung von 1914 zurück, die Concordia-Bergbau AG mit den Rombacher Hüttenwerken aus Rombach in Lothringen zu vereinen. Dieser Plan wurde durch den Ersten Weltkrieg gestoppt.                      | bis 1892 Schlachthofstraße, bis 1936 Schachtstraße                         |
| Romgesweg               | Alstaden                     | alte Gemarkung („am Romges“); im alten bergischen Dialekt steht rame, rome für Metall oder Erz. Vermutlich fand man hier früher viel Raseneisenstein.                                                                              |                                                                            |
| Roncallistraße          | Marienviertel                | Johannes XXIII., mit bürgerlichem Namen Angelo Giuseppe Roncalli, 1881–1963, Papst und Heiliger der Römisch-Katholischen Kirche, Eröffnet der II. Vatikanischen Konzils                                                            | bis 1963 Kurzestraße                                                       |
| Roonstraße              | Alstaden                     | Albert von Roon, 1803–1879, Generalfeldmarschall und Kriegsminister |                                                                            |
| Rosastraße              | Buschhausen                  | benannt nach dem weiblichen Vornamen Rosa | bis 1929 Rosenstraße                                                       |
| Roseggerstraße          | Lirich                       | Peter Rosegger, 1843–1918, österreichischer Volks- und Heimatdichter |                                                                            |
| Rosenstraße             | Lirich                       | Hier errichtete der Bergmann Franz Rose das erste Haus. |                                                                            |
| Roßbachstraße           | Schwarze Heide               | erinnert an die Schlacht von Roßbach |                                                                            |
| Rostocker Straße        | Tackenberg-West              | benannt nach der norddeutschen Stadt Rostock | Namenshäufung                                                              |
| Rothebuschstraße        | Rothebusch, Osterfeld-Mitte  | Die Straße führt von Osterfeld nach Rothebusch. | bis 1937 Steinbrinkstraße                                                  |
| Rothofstraße            | Buschhausen                  | Hier lag früher der Große Rothof. | bis 1937 teils Kleinerothofstraße, teils Großerothofstraße                 |
| Rudi-Holberg-Weg        | Stemmersberg/Osterfeld-Heide | |                                                                            |
| Rudolfplatz             | Bermensfeld                  | benannt nach dem männlichen Vornamen Rudolf | Namenshäufung                                                              |
| Rudolfstraße            | Bermensfeld                  | benannt nach dem männlichen Vornamen Rudolf | Namenshäufung bis 1915 Paulstraße                                          |
| Rübekampstraße          | Osterfeld-Heide              | benannt nach dem Rübekamphof, der der Familie Rübekamp, eine der ältesten Familien auf dem Rothebusch, gehörte |                                                                            |
| Rückertstraße           | Buschhausen                  | Friedrich Rückert, 1788–1866, Dichter und Übersetzer | bis 1929 Gustavstraße                                                      |
| Rügenstraße             | Tackenberg-West              | benannt nach der Insel Rügen |                                                                            |
| Rüsterweg               | Sterkrade-Nord/Walsumermark  | benannt nach den Rüstern (Ulmen) | Namenshäufung                                                              |
| Ruhrorter Straße        | Lirich                       | benannt nach dem Duisburger Stadtteil Ruhrort | bis 1892 Obermeidericher Provinzialstraße                                  |
| Ruhrstraße              | Alstaden                     | Benannt nach der naheliegenden Ruhr, an der Alstaden 1,8 km Anteil hat. |                                                                            |
| Ruprechtstraße          | Alstaden, Lirich             | benannt nach dem männlichen Vornamen Ruprecht, möglicherweise in Anlehnung an den ehemaligen Namen Michelstraße | bis 1937 Michelstraße, bis 1945 Wilhelm-Gustloff-Straße (Wilhelm Gustloff) |

### S
| Straßenname             | Stadtteil                        | Herleitung | Bemerkungen |
| ----------------------- | -------------------------------- | --- | --- |
| Sachsenstraße           | Schwarze Heide                   | benannt nach Sachsen | Namenshäufung |
| Samlandstraße           | Alstaden                         | benannt nach der ehemals deutschen Küstenregion Samland | |
| Sandbergstraße          | Sterkrade-Mitte                  | Diese Straße wurde durch die Felder des Bauern Hermann Höfken, genannt Sandberg angelegt. | |
| Sanderstraße            | Dümpten                          | Diese Straße wurde vom Landwirt Sander angelegt. | |
| Sandstraße              | Osterfeld-Heide                  | Hier befanden sich früher vermutlich Sandkuhlen. | bis 1936 Steinstraße |
| Saporoschjeplatz        | Oberhausen                       | Seit 1986 ist Saporoschje eine Partnerstadt von Oberhausen. | |
| Schachtstraße           | Alsfeld                          | benannt nach dem Schacht | Namenshäufung (Siedlung Dunkelschlag: Begriffe aus dem Bergbau) |
| Scharnhorststraße       | Innenstadt                       | Gerhard von Scharnhorst, 1755–1813, General | |
| Scheffelstraße          | Styrum                           | Josef Victor von Scheffel, 1826–1886, Dichter, Jurist und Bibliothekar | |
| Scheiferskamp           | Barmingholten                    | liegt im abgegrenzten Feld der Scheiferskath | |
| Scheiferstraße          | Barmingholten                    | benannt nach der Scheiferskath | |
| Schemmannsfeld          | Borbeck                          | in den Feldern des Schemmannhofes angelegt | |
| Schenkendorfstraße      | Marienviertel                    | Max von Schenkendorf, 1783–1817, Dichter und Lyriker | bis 1935 Nordstraße |
| Scheppmannstraße        | Borbeck                          | in einem Feld des Scheppmanns Hofes angelegt | bis 1915 Hanielstraße |
| Scherershof             | Dümpten                          | benannt nach dem alten Scherershof | |
| Scheuerstraße           | Osterfeld-Süd                    | „Scheuer“ bedeutet Scheune. | bis 1936 Lanterstraße |
| Schifferstraße          | Alstaden                         | In Erinnerung an die Alstadener Schiffer, die schon um 1700 auf flachen Ruhraaks Kohle über die Ruhr fuhren. Mit dem Bau des Ruhrschifffahrtskanals 1927 verlor Alstaden an Bedeutung als Hafen. | bis 1937 Koloniestraße |
| Schillerstraße          | Marienviertel                    | Friedrich von Schiller, 1759–1805, bedeutendster deutscher Dichter neben Johann Wolfgang von Goethe | |
| Schlackenbergstraße     | Sterkrade-Mitte                  | Noch bis 1900 lagerte die Gutehoffnungshütte hier Schlacke und Gießereiabfälle. | |
| Schladstraße            | Schlad                           | Schlad war ursprünglich die Bezeichnung für einen Teil der Lipper Heide und ist heute ein Stadtteil Oberhausens. In der rheinischen Mundart steht das Wort „Schlad“ in Zusammenhang mit „Stein“. | |
| Schlägelstraße          | Styrum                           | Schlägel und Eisen sind Symbole für den Bergbau. | bis 1910 Friedrichstraße |
| Schlägerheidstraße      | Neuköln                          | Die Schlägerheide ist ein Teilbereich des Hiesfelder Walds. Hier befanden sich früher schlagreife Holzbestände. | bis 1937 Schlägerstraße |
| Schlansteinstraße       | Alstaden                         | Heinrich Schlanstein baute hier die ersten Häuser. | |
| Schleiermacherstraße    | Buschhausen                      | Friedrich Schleiermacher, 1768–1834, Philosoph und evangelischer Theologe | |
| Schleifmühlenstraße     | Klosterhardt                     | Hier stand früher eine Schleifmühle für die Papierfabrik der St.-Antony-Hütte. | |
| Schleusenstraße         | Lirich                           | benannt nach der Schleuse Oberhausen | |
| Schlosserstraße         | Alstaden                         | willkürlich nach dem Handwerksberuf benannt | Namenshäufung |
| Schloßstraße            | Vondern                          | liegt an der schlossartigen Burg Vondern | |
| Schmachtendorfer Straße | Schmachtendorf                   | führt durch Schmachtendorf | bis 1917 Poststraße |
| Schmale Straße          | Klosterhardt                     | tatsächlich eine „schmale Straße“ | |
| Schmelzstraße           | Lirich                           | weist auf die ehemals benachbarte Glasfabrik hin | |
| Schmiedstraße           | Alstaden                         | willkürlich nach dem Handwerksberuf benannt | Namenshäufung |
| Schönefeld              | Dümpten                          | alte Flurbezeichnung („Schönefelds Feld“) | |
| Schopenhauerstraße      | Buschhausen                      | Arthur Schopenhauer, 1788–1860, Philosoph | |
| Schubertstraße          | Sterkrader Heide                 | Franz Schubert, 1797–1828, Komponist | |
| Schützenstraße          | Rothebusch                       | 1882 stellte der Graf von Westerholt dem Osterfelder Schützenverein eine alte Mergelkuhle zur Verfügung, die an dieser Straße lag. | |
| Schulstraße             | Holten                           | Hier lag bis 1842 die alte Holtener Schule. | |
| Schultestraße           | Alstaden                         | Die Grundstücke an dieser Straße gehörten früher dem Schultenhof. | bis 1910 Düppelstraße |
| Schultheisstraße        | Dümpten                          | nach dem Grundbesitzer Schultheis benannt | |
| Schwabenstraße          | Buschhausen                      | benannt nach Schwaben | Namenshäufung bis 1909 Sterkradestraße, bis zur Verlegung des Emscherkanals Teil der Bayernstraße |
| Schwalbenweg            | Königshardt                      | nach den Schwalben benannt | Namenshäufung |
| Schwartzstraße          | Innenstadt, Marienviertel        | Friedrich August Schwartz (1816–1892) war der erste Bürgermeister von Oberhausen. | bis 1897 Bergstraße |
| Schwarzwaldstraße       | Klosterhardt                     | benannt nach dem Schwarzwald | bis 1929 Grubenstraße |
| Schweriner Straße       | Tackenberg-West                  | benannt nach der norddeutschen Stadt Schwerin | Namenshäufung |
| Sedanstraße             | Marienviertel                    | erinnert an die Schlacht bei Sedan | |
| Seilerstraße            | Schlad                           | Hier lag früher die Seilfabrik Hermann Kleinholz. | bis 1936 zwischen Virchow- und Straßburger Straße Jahnstraße |
| Sheffieldstraße         | Neue Mitte                       | Eddie Healey, der Investor des CentrO, kommt aus der mittelenglischen Stadt Sheffield. | |
| Siebenbürgenstraße      | Lirich                           | benannt nach Siebenbürgen | bis 1937 Waghalsstraße |
| Siedlerweg              | Tackenberg-Ost, Klosterhardt     | Bedingt durch die Besiedlung und den schmalen Ausbau der Straße entstand dieser Straßenname. | um 1900 Vehnkampstraße |
| Siegesstraße            | Holten                           | wahrscheinlich aus dem patriotischen Denken nach dem Sieg im Deutsch-Französischen Krieg heraus | früher Hirschackerstraße |
| Siegfriedstraße         | Buschhausen                      | nach der Sagengestalt Siegfried der Drachentöter benannt | Namenshäufung bis 1936 Johannstraße |
| Siegmundstraße          | Buschhausen                      | vielleicht in Bezug zur Siegfriedstraße, in die sie mündet | bis 1937 Schillerstraße |
| Siepenstraße            | Rothebusch                       | „Siepen“ sind Stellen mit lehmigem Untergrund, in denen das Wasser nicht versickern konnte. | |
| Siepmannstraße          | Dümpten                          | Der Kotten des Landwirts Siepmann lag an dieser Straße. | |
| Simrockstraße           | Buschhausen                      | Karl Simrock, 1802–1876, Germanist und Lyriker | |
| Skagerrakstraße         | Buschhausen                      | erinnert an die Skagerrakschlacht | bis 1937 Verbindungsstraße |
| Sofienstraße            | Alstaden                         | benannt nach dem weiblichen Vornamen Sofia | bis 1910 Sedanstraße |
| Solbadstraße            | Alstaden                         | 1872 stieß man in der Zeche Alstaden auf eine solehaltige Quelle, deren Entdeckung dann 1884 zur Errichtung des Solbads Alstaden führte, das der Solbadstraße den Namen gab. Bis 1908 war Alstaden Kurort, dann wurde das Solbad nach Speldorf verlegt und als Solbad Raffelberg 1909 eröffnet. | |
| Sonnenscheinstraße      | Lirich                           | Das Flöz Sonnenschein ist ein Fettkohlenflöz der Bochumer Schichten. | |
| Sorpestraße             | Alstaden                         | benannt nach der Volme (wohl in Zusammenhang mit der naheliegenden Ruhr) | |
| Spechtstraße            | Tackenberg-Ost/Klosterhardt-Nord | nach den Spechten benannt | Grenze zwischen Oberhausen und Bottrop |
| Speldorfer Straße       | Alstaden                         | Die Straße führte früher zur Ruhrfähre, die die Verbindung nach Speldorf aufrechterhielt. | bis 1910 Goethestraße |
| Sperberstraße           | Tackenberg-West                  | nach dem Sperber benannt | Namenshäufung |
| Spessartstraße          | Klosterhardt                     | nach dem Spessart benannt | Namenshäufung |
| Sprockstraße            | Sterkrade-Mitte                  | Im Bereich dieser Straße lagen die Felder des Josef Sprock. | |
| Stader Weg              | Tackenberg-West                  | benannt nach der norddeutschen Hansestadt Stade | Namenshäufung |
| Stahlstraße             | Bermensfeld                      | erinnert an die Industrie und die Gutehoffnungshütte | |
| Starenweg               | Brink                            | Hier gibt es viele Stare. | bis 1936 Hühnerbergstraße |
| Steeler Straße          | Bermensfeld                      | benannt nach Steele | |
| Stefan-George-Straße    | Osterfeld-Mitte                  | Stefan George, 1868–1933, Dichter | |
| Steiermarker Straße     | Dümpten                          | kurz nach dem Anschluss Österreichs nach der Steiermark benannt | |
| Steigerweg              | Alstaden                         | Der Steiger stellt den Bezug zur Zeche Alstaden her, auf deren Gelände die Straße angelegt wurde. | |
| Steinbrinkstraße        | Sterkrade-Mitte                  | alte Katasterbezeichnung (op den steenbrink), „Grashügel mit Steinen“ | ursprünglich Kurze Straße, später bis 1936 Marktstraße |
| Steinstraße             | Tackenberg-West                  | Entweder gibt es in der Gegend viele Steine oder der Straßenname nimmt Bezug auf die Dicken Steine, die hier als Grenze zwischen dem preußischen Sterkrade und dem vestischen Osterfeld aufgestellt wurden. | |
| Stelte                  | Alstaden                         | sehr alte Flurbezeichnung (auf der Stelten) | bereits um 1823 als Stelter Weg eingezeichnet, führte früher bis nach Mülheim bis 1910 Wiesenstraße |
| Stemmerstraße           | Sterkrade-Mitte                  | Die Hochfläche, auf die diese Straße führt, trägt genau wie die zugehörige Siedlung den Namen Stemmersberg. Dies leitet sich vom Bauern Hermann Stemmer ab, dem um 1850 herum der Freitagshof gehörte. | |
| Sterkrader Straße       | Osterfeld-Heide, Osterfeld-Süd   | führt nach Sterkrade | zwischen Bottroper und Dorstener Straße bis 1929 Provinzialstraße |
| Sterkrader Venn         | Königshardt                      | s. Am Veenteich | |
| Sternplatz              | Schmachtendorf                   | Hier führen mehrere Straßen sternförmig zusammen. | bis 1917 Hubertusplatz |
| Sternstraße             | Schmachtendorf                   | Am Sternplatz, den die Straße kreuz, führen mehrere Straßen sternförmig zusammen. | bis 1917 Hugostraße |
| Stiftstraße             | Schlad                           | Hier lag das Barbarastift, das städtische Versorgungsamt. | |
| Stockstraße             | Dümpten, Bermensfeld             | Entweder die Straße ist nach Simon Stock, der hier das erste Haus errichtete, oder nach Wilhelm Stock, dem ersten Bürgermeister von Borbeck benannt. | |
| Stöckmannstraße         | Styrum, Innenstadt               | Wilhelm Stöckmann (1801–1877) war ein Styrumer Bauer, der der Gemeinde Styrum 1859 ein Grundstück schenkte, auf dem diese den Altmarkt errichtete. | früher Kurze Straße |
| Stöffkensfeld           | Sterkrade-Nord/Walsumermark      | Das Gebiet, in dem die Straße angelegt wurde, gehörte früher zum Stoeffkens-Kath. | |
| Stollenstraße           | Sterkrade-Nord/Walsumermark      | nach dem Stollen benannt | bis 1917 Friedrichstraße |
| Storchenring            | Königshardt                      | benannt nach den Störchen | Namenshäufung |
| Storpskamp              | Osterfeld-Mitte                  | benannt nach der alten Osterfelder Bauernfamilie Storp, deren Feld hier wohl lag | |
| Stralsunder Straße      | Tackenberg-West                  | benannt nach der norddeutschen Stadt Stralsund | Namenshäufung |
| Straßburger Straße      | Schlad, Styrum                   | benannt nach der Stadt Straßburg | bis 1910 Uhlandstraße, bis 1934 Dümpterweg Der Name Dümpterweg wurde aus heute nicht mehr nachvollziehbaren Gründen von den Anwohnern und Geschäftsleuten abgelehnt, weswegen die Straße 1934 umbenannt wurde. |
| Strickersweg            | Marienviertel                    | Hier lag früher der Strickers-Hof. | |
| Strohgasse              | Innenstadt                       | In der Fouragehandlung des Theodor August Kessel konnte man unter anderem Stroh kaufen, was wohl den Anlass zur Namensgebung darstellte. | |
| Stubbenbaum             | Alstaden                         | Alte Flurbezeichnung. Hier verlief einst die Bergische Landwehr zum Schutze der Ortschaft Alstaden. Die Landwehr bestand aus zwei bis drei dicht bewachsenen und daher damals unüberwindbaren Wällen mit Hainbuchen und Kopfweiden, die von Zeit zu Zeit in etwa drei Metern Höhe gestutzt wurden, damit das so gewonnene Holz in Lücken gerammt oder eingeflochten oder als Brennholz verwendet werden konnte. Der Name Stubbenbaum deutet auf eine Anlage mit solchen gestutzten Bäumen hin. (stubbe – „gestutzt“) | bis 1910 Gutenbergstraße |
| Styrumer Allee          | Styrum                           | Eine mit Bäumen bewachsene Verbindung quer durch Styrum. | Nur für Fußgänger und Radfahrer. bis 1936 zwischen Grenzstraße und Landwehr Alte Bahn |
| Styrumer Straße         | Innenstadt                       | angelegt in der alten Styrumer Heide | |
| Sudetenstraße           | Sterkrade-Nord/Walsumermark      | benannt nach den Sudeten | bis 1917 Weiherstraße |
| Sühlstraße              | Borbeck                          | alte Flurbezeichnung (Ripshorster Sühl), „Schlammniederung, Lache“ | bis 1915 Kanalstraße |

### T
| Straßenname        | Stadtteil                     | Herleitung | Bemerkungen |
| ------------------ | ----------------------------- | --- | --- |
| Tackenbergstraße   | Tackenberg-West, -Ost         | führt auf den Tackenberg, der seinerseits nach dem Tackhof benannt ist                                                                | |
| Tackstraße         | Barmingholten                 | nach dem ehemaligen Tackhof benannt                                                                                                   | bis 1937 Waldstraße |
| Tannenbergstraße   | Marienviertel                 | erinnert an die Schlacht bei Tannenberg                                                                                               | früher Schwartz- und Annabergstraße Wasserstraße, zwischen Annaberg- und Mülheimer Straße Dortmunder Straße, später Hoffnungsstraße ab 1934 beide Teile zusammen Tannenbergstraße |
| Tannenstraße       | Weierheide                    | benannt nach den Tannen | Namenshäufung |
| Taunusstraße       | Tackenberg-Ost                | benannt nach dem Taunus | bildet den Kernbereich der in den 50er Jahren erbauten „Tackenbergsiedlung“ |
| Teichfeldstraße    | Alstaden                      | alte Flurbezeichnung | bis 1936 Südstraße |
| Tellmannstraße     | Barmingholten                 | lag an den Feldern des Tellmannshofs                                                                                                  | bis 1917 Hermannstraße, bis 1937 Weberstraße |
| Tenterstraße       | Schmachtendorf                | benannt nach dem Tentershof | bis 1917 Försterstraße |
| Tersteegenstraße   | Styrum                        | Gerhard Tersteegen, 1697–1769, pietistischer Liederdichter und Prediger                                                               | bis 1910 Mittelstraße, bis 1933 Zwischenstraße, bis 1945 Herbert-Norkus-Straße (Herbert Norkus)                                                                                   |
| Teutoburger Straße | Sterkrade-Mitte, Klosterhardt | benannt nach dem Teutoburger Wald | bis 1936 in Sterkrade Bottropstraße, in Osterfeld (Klosterhardt) Breitestraße |
| Teutstraße         | Osterfeld-Süd                 | An dieser Straße wohnten um 1936 viele Bergleute der Zeche Osterfeld. Diese nahmen ihre Getränke für die Schicht in Kaffeeteuten mit. | bis 1936 Südstraße |
| Theresenstraße     | Lirich                        | benannt nach dem weiblichen Vornamen Therese                                                                                          | |
| Thomasstraße       | Bermensfeld                   | Sidney Thomas, 1850–1885, Metallurg                                                                                                   | Privatstraße der Thyssen Niederrhein AG |
| Thorner Straße     | Sterkrader Heide              | benannt nach der polnischen Stadt Thorn                                                                                               | |
| Thüringer Straße   | Buschhausen                   | benannt nach Thüringen | Namenshäufung bis 1936 Hambornstraße |
| Tillystraße        | Holten                        | Johann Freiherr von Tilly, 1559–1632, Feldherr der katholischen Liga im Dreißigjährigen Krieg                                         | Namenshäufung bis 1900 Ernststraße |
| Tilsiter Straße    | Alsfeld                       | auf Wunsch der nach dem Zweiten Weltkrieg nach Oberhausen umgesiedelten Flüchtlinge aus Ostpreußen nach der Stadt Tilsit benannt      | |
| Timmerhausacker    | Tackenberg-West               | | an einer Neubausiedlung, Seitenweg zur Tackenbergstraße |
| Timpenstraße       | Eisenheim/Osterfeld-Heide     | alte Katasterbezeichnung, benannt nach dem Hof des Bauern Hermann Time                                                                | |
| Tiroler Straße     | Dümpten                       | benannt nach Tirol | Namenshäufung (kurz nach dem Anschluss Österreichs 1938 nach österreichischen Bundesländern benannt)                                                                              |
| Tirpitzstraße      | Sterkrade-Mitte               | Alfred von Tirpitz, 1849–1930, Großadmiral im Ersten Weltkrieg                                                                        | bis 1936 Alleestraße |
| Tonderner Straße   | Sterkrade-Mitte               | benannt nach der ehemals deutschen Stadt Tondern                                                                                      | |
| Tonweg             | Osterfeld-Heide               | Hier wurde früher Ton abgebaut. | |
| Torgasse           | Innenstadt                    | Der Kaufmann Matthias Stamm riegelte einst seine Hofeinfahrt mit einem großen Tor ab, das der Gasse ihren Namen gab.                  | |
| Torgaustraße       | Schwarze Heide                | benannt nach der Schlacht bei Torgau                                                                                                  | |
| Tüsselstraße       | Sterkrade-Nord/Walsumermark   | benannt nach dem Bachlauf Tüsselbeck                                                                                                  | |
| Tulpenstraße       | Lirich                        | benannt nach den Tulpen | Namenshäufung |
| Turmstraße         | Tackenberg-West               | Hier stand von 1906 bis 1958 der Tackenberger Wasserturm.                                                                             | |
| Turnerweg          | Sterkrade-Mitte               | führt am Stadion und der Turnhalle des Sterkrader Turnvereins vorbei                                                                  | |
| Turnplatzstraße    | Klosterhardt                  | Hier stand früher ein Denkmal für Friedrich Ludwig Jahn.                                                                              | |

### U
| Straßenname               | Stadtteil      | Herleitung | Bemerkungen                               |
| ------------------------- | -------------- | --- | ----------------------------------------- |
| Uhlandplatz               | Knappenviertel | Ludwig Uhland, 1787–1862, schwäbischer Dichter, Jurist und Politiker |                                           |
| Uhlandstraße              | Knappenviertel | siehe Uhlandplatz |                                           |
| Uhlenbruckplatz           | Lirich         | Der Platz liegt auf dem Gelände des alten Uhlenbruckshofs, außerdem hat sich die Familie Uhlenbruck mit vielen anderen Privatleuten an der Aktion Grüne Straßen beteiligt, die um 1900 herum gezielt Alleen anlegte. |                                           |
| Ulmenstraße               | Lirich         | benannt nach den Ulmen | Namenshäufung                             |
| Ulrichstraße              | Dümpten        | benannt nach dem männlichen Vornamen Ulrich | bis 1933 Ziegelstraße, bis 1945 SS-Straße |
| Unterbruch                | Borbeck        | liegt im unteren, tiefer gelegenen Teil des ehemaligen Großen Klaumerbruchs | bis 1915 Hammerstraße                     |
| Untere Walsumermarkstraße | Schmachtendorf | von der Autobahn getrennter Teil der Walsumermarkstraße (siehe dort) |                                           |
| Ursulastraße              | Lirich         | benannt nach dem weiblichen Vornamen Ursula | Namenshäufung                             |

### V
| Straßenname          | Stadtteil                                         | Herleitung | Bemerkungen |  |
| -------------------- | ------------------------------------------------- | --- | --- |  |
| Vandalenstraße       | Schmachtendorf                                    | Die Hitlerjugend von Schmachtendorf nannte sich Vandalen, nach dem Germanenstamm Vandalen. Auf ihren Antrag hin wurde die Straße 1933 umbenannt.                                               | bis 1917 zwischen Handbach- und Sternstraße Verbindungsstraße, zwischen Stern- und Schmachtendorfer Straße Heinrichstraße, bis 1937 Stephanstraße |  |
| Vehnkampstraße       | Klosterhardt                                      | alte Katasterbezeichnung, „nasses, eingehegtes Feld“ | |  |
| Veilchenweg          | Lirich                                            | nach den Veilchen benannt | Namenshäufung |  |
| Vennepoth            | Dümpten                                           | alte Flurbezeichnung, weist auf eine Bodenvertiefung („Poth“) hin, in der sich Wasser sammelte, das durch die Wasserläufe („Venne“) von der Rheinhauptterrasse hergeleitet wurde               | |  |
| Vennstraße           | Holten                                            | „Moorland“ | im 18. und 19. Jahrhundert Vullichsteg genannt (Fullek=„Aas“)                                                                                     |  |
| Vereinstraße         | Stemmersberg/Osterfeld-Heide                      | | liegt in der Siedlung Stemmersberg |  |
| Vestische Straße     | Sterkrade-Mitte, Osterfeld-Heide, Osterfeld-Mitte | benannt nach dem Vest Recklinghausen, zu dem Osterfeld bis 1813 gehörte | bis 1934 in Sterkrade Osterfelder Straße, in Osterfeld bis zur Kapellenstraße Sterkrader Straße und ab der Kapellenstraße Zechenstraße            |  |
| Vikariestraße        | Osterfeld-Mitte                                   | Erinnert an die 1491 von St. Pankratius gegründete Vikarie St. Catharina, die 1590 wegen fehlender Einkünfte teils Bottrop zugeschlagen wurde, teils mit der Pfarrstelle wiedervereinigt wurde | |  |
| Vincenzstraße        | Styrum                                            | Benannt nach dem in der Nähe liegenden heutigen Altersheim Vincenzhaus, das seinerseits nach dem heiligen Vincenz von Paul benannt ist.                                                        | |  |
| Virchowstraße        | Marienviertel, Knappenviertel                     | Rudolf Virchow, 1821–1902, Anthropologe und Pathologe, Mitglied des Reichstags | bis 1892 Teil der Bergstraße, später bis 1937 Hochstraße, bis 1945 Albert-Frese-Straße                                                            |  |
| Völklinger Straße    | Osterfeld-Mitte                                   | benannt nach Völklingen | bis 1936 Feldmannstraße |  |
| Vogesenstraße        | Klosterhardt                                      | benannt nach den Vogesen | bis 1934 Hardtstraße |  |
| Volksgartenweg       | Osterfeld-Mitte                                   | Fußweg, der zum Volksgarten führt | bis 1945 Fähnleinweg |  |
| Volmestraße          | Alstaden                                          | benannt nach der Volme | wohl in Bezug zur naheliegenden Ruhr, Namenshäufung                                                                                               |  |
| Von-Ossietzky-Straße | Biefang                                           | Carl von Ossietzky, 1889–1938, deutscher Schriftsteller und Pazifist | |  |
| Von-Trotha-Straße    | Weierheide                                        | benannt nach Lothar von Trotha, deutscher Kolonialbeamter in Deutsch-Südwestafrika | |  |

### W
| Straßenname            | Stadtteil                        | Herleitung | Bemerkungen |
| ---------------------- | -------------------------------- | --- | --- |
| Wacholderweg           | Tackenberg-Ost                   | benannt nach dem Wacholderstrauch | Teil der sogenannten „Tackenbergsiedlung“ |
| Wachstraße             | Styrum                           | Hier lag früher eine Wache der Gendarmerie. | bis 1910 Schillerstraße |
| Waghalsstraße          | Osterfeld-Süd                    | Um 1600 grenzten hier die Besitzungen des Stifts Essen, des Herzogtums Kleve und des Vest Recklinghausen aneinander. Es war „waghalsig“, diese Grenzen zu überqueren, weshalb das Gebiet Waghalsbruch genannt wurde. Von diesem Namen leitete man später den Straßennamen ab.                                                                     | |
| Waidmannsweg           | Alsfeld                          | „Waidmann“ ist ein anderes Wort für Jäger. Der Straßenname nimmt Bezug zum naheliegenden Sterkrader Wald. | Namenshäufung |
| Waisenhausstraße       | Osterfeld-Mitte                  | Hier lag früher ein städtisches Kinderheim. | zwischen 1939 und 1945 Ernst-vom-Rath-Straße (Ernst vom Rath) |
| Waldhuckstraße         | Schmachtendorf                   | Waldhuck war früher die Bezeichnung für ein Waldgebiet und ist heute ein kleiner Ortsteil im Norden von Schmachtendorf. Der Name leitet sich von „im Wald hocken“ ab. | bis 1917 Krumme Straße |
| Waldmannsfeld          | Rothebusch                       | Hier lag früher der Kotten des Bauern Wilhelm Waldmann. | |
| Waldteichstraße        | Weierheide                       | Waldteich war früher die Bezeichnung für einen Teil des Holtener Bruchs und ist heute ein kleiner Ortsteil im Südosten von Holten. Die Straße führt zum Waldteich. | |
| Wallensteinstraße      | Holten                           | Albrecht von Wallenstein, 1583–1634, Heerführer im Dreißigjährigen Krieg aufseiten der Katholischen Liga | |
| Walsumermarkstraße     | Sterkrade-Nord/Walsumermark      | führt quer durch die Walsumer Mark | bis 1917 Mittelstraße |
| Walter-Flex-Straße     | Schlad                           | Walter Flex, 1887–1917, Schriftsteller | bis 1937 Bruchstraße |
| Walterstraße           | Bermensfeld                      | benannt nach dem männlichen Vornamen Walter (Name) | Namenshäufung |
| Walzstraße             | Bermensfeld                      | bezieht sich auf das Walzwerk Neu Oberhausen der Gutehoffnungshütte | |
| Wanner Straße          | Sterkrade-Mitte                  | in Zusammenhang mit der Eickelstraße benannt nach Wanne | zwischen Knie- und Vestischer Straße früher Kohlestraße |
| Wasgenwaldstraße       | Tackenberg-Ost                   | benannt nach dem Wasgenwald | Namenshäufung, bildet den Kernbereich der in den 50er Jahren erbauten „Tackenbergsiedlung“ |
| Wasserstraße           | Holten                           | Hier floss nach dem Abbruch der Stadtmauer um 1780 der Stadtgraben dicht vorbei und es entwickelte sich ein allgemeiner Waschplatz. | |
| Weberstraße            | Lirich                           | Entweder willkürlich oder nach einer früher hier liegenden Weberei benannt. | |
| Wehrstraße             | Dümpten, Schlad                  | Hier gab es früher eine Landwehranlage. | bis 1910 Landwehrstraße |
| Weidenstraße           | Biefang                          | Hier wuchsen früher viele Weiden. | |
| Weierstraße            | Alsfeld, Weierheide              | Benannt nach dem Weierhorst, um den herum sich mehrere Bruchweiher gebildet hatten. | zwischen Bahnlinie und Weseler Straße früher Dunkelschlagstraße |
| Weißensteinstraße      | Holten, Weierheide               | Die Straße führte früher zum Weißensteinhof. | bis 1945 Ruhrchemiestraße |
| Welfenstraße           | Schlad                           | benannt nach den Welfen | bis 1929 zusammen mit der Normannenstraße Cäcilienstraße |
| Welsche Straße         | Osterfeld-Mitte                  | Die Straße wurde im Feld des Wälschebauers Hof angelegt. | |
| Wengestraße            | Tackenberg-Ost/Klosterhardt-Nord | Franz von der Wenge (1707–1788) war Domherr zu Münster und Gründer der St.-Antony-Hütte, der „Wiege der Ruhrindustrie“. | bis 1933 Bogenstraße |
| Werdener Straße        | Dümpten                          | benannt nach Werden an der Ruhr | bis 1936 Sackstraße |
| Werkstraße             | Bermensfeld                      | erschloss früher die Werkskolonie der Gutehoffnungshütte | bis 1915 Koloniestraße |
| Wernerstraße           | Lirich                           | Werner Walbeck war ein Stadtverordneter, der an dieser Straße eine Kunststeinfabrik errichtete. | |
| Werrastraße            | Eisenheim/Osterfeld-Heide        | in Bezug zur benachbarten Fuldastraße nach dem Fluss Werra benannt | bis 1937 Koloniestraße |
| Werthfeldstraße        | Osterfeld-Mitte                  | alte Katasterbezeichnung, „Feld am Ufer“ | |
| Weseler Straße         | Alsfeld, Sterkrade-Mitte         | führt in Richtung Wesel | bis 1917 zwischen Steinbrink- und Jägerstraße Weselstraße, zwischen Jägerstraße und Bahnübergang Emmerichstraße bis 1937 zwischen Bahnübergang und Bahnstraße Clever Straße und bis zur Bahnstraße Sterkrader Straße |
| Wesselkampstraße       | Eisenheim/Osterfeld-Heide        | in den Feldern des Wesselkamp-Kottens angelegt | zwischen Eisenheimer und Berliner Straße bis 1935 Kurzestraße |
| Westerholtstraße       | Rothebusch                       | Früher verwaltete das Grafengeschlecht Westerholt die gesamte Umgebung. | |
| Westerwaldstraße       | Stemmersberg/Osterfeld-Heide     | benannt nach dem Westerwald | bis 1935 Knappenstraße |
| Westfälische Straße    | Osterfeld-Mitte                  | liegt an der Westfälischen Staatsbahn | früher An der Westfälischen Bahn Der Platz an der Gesamtschule Osterfeld trug zwischen 1934 und 1945 den Namen Horst-Wessel-Platz (Horst Wessel)                                                                     |
| Westhoffstraße         | Alsfeld                          | führte früher zum Westhoffs-Hof | |
| Westmarkstraße         | Buschhausen                      | Die Westmark war ein Waldgebiet, das Schutz von außen bot und die einzelnen Rodungsstellen voneinander trennte. | bis 1937 zwischen Lindner- und Hagelkreuzstraße Wilmsstraße und zwischen Hagelkreuzstraße und Kanal Liricher Straße                                                                                                  |
| Westrampe              | Schwarze Heide                   | rampenartig angelegte Straße zur Verbindung der Schwarzen Heide und Biefang mit Sterkrade-Mitte | 1896 angelegt |
| Weststraße             | Biefang                          | Stichstraße an der Weidenstraße in Richtung Westen | |
| Wewelstraße            | Weierheide                       | benannt nach dem ehemaligen Bauernhof Wewel | |
| Wickstraße             | Lirich                           | Hier hat Georg Wick das erste Haus gebaut. | |
| Wielandstraße          | Styrum                           | Christoph Martin Wieland, 1733–1813, Dichter | |
| Wiesenstraße           | Vondern                          | alte Katasterbezeichnung („Breilwiese“) | |
| Wilhelm-Bettinger-Weg  | Buschhausen                      | Wilhelm Bettinger (1903–1985) war ein Oberhausener Widerstandskämpfer, der von 1933 bis 1939 inhaftiert war. Er machte es sich in der Nachkriegszeit zur Aufgabe, junge Menschen über die Zeit des Nationalsozialismus aufzuklären und führte viele Schulklassen durch die Ausstellungen im Schloss Oberhausen.                                   | |
| Wilhelm-Haumann-Weg    | Alstaden                         | | |
| Wilhelmplatz           | Sterkrade-Mitte                  | Wilhelm I., 1797–1888, König von Preußen und Kaiser von Deutschland | bis 1936 Hindenburgplatz |
| Wilhelmstraße          | Sterkrade-Mitte                  | siehe Wilhelmplatz | bis 1936 Hindenburgstraße |
| Wilhelmshavener Straße | Lirich                           | Mit dem Bau des Rhein-Herne-Kanals wurde das letzte Teilstück des Binnenwasserwegs geschlossen, um die Hafenstadt Wilhelmshaven zu erreichen. | bis 1936 Jägerstraße |
| Wilhelm-Tell-Straße    | Marienviertel                    | benannt nach dem Schweizer Nationalhelden Wilhelm Tell | bis 1936 Steinstraße |
| Willy-Brandt-Platz     | Innenstadt                       | Willy Brandt, 1913–1992, Bundeskanzler und Friedensnobelpreisträger | bis 1945 Bahnhofstraße, bis 1961 Am Hauptbahnhof, bis 1993 Berliner Platz (um die Verbundenheit mit der abgeriegelten Stadt Berlin auszudrücken)                                                                     |
| Wilmsstraße            | Lirich                           | Hier stand früher der Wilmshof. | früher Wasserleitungsstraße, während die heutige Concordiastraße den Namen Wilmsstraße trug |
| Windhuker Straße       | Alstaden                         | benannt nach Windhuk, ehemalige Hauptstadt von Deutsch-Südwestafrika, heute von Namibia | bis 1910 Gartenstraße, bis 1936 Buschstraße |
| Winkelriedstraße       | Marienviertel                    | benannt nach dem Schweizer Sagenhelden Arnold Winkelried | bis 1936 Winkelstraße |
| Winkelstraße           | Osterfeld-Heide                  | Die Winkelstraße schlägt fast einen rechten Winkel. | |
| Wißmannstraße          | Osterfeld-Mitte                  | Hermann von Wissmann, 1853–1905, Afrikaforscher und Gouverneur von Deutsch-Ostafrika | bis 1936 Angerstraße |
| Wittekindstraße        | Osterfeld-Süd                    | Wittekind, heidnischer Sachsenführer, der sich nach seiner Niederlage gegen die christlichen Franken unter Karl dem Großen taufen ließ | bis 1937 Vennstraße |
| Wittestraße            | Sterkrade-Mitte                  | Anton Witte (1809–1892) war von 1837 bis zu seinem Tod Pfarrer an St. Clemens und gründete das katholische St. Josef-Hospital. Er war Dechant von Sterkrade und Ehrendomherr. | |
| Wöhlerstraße           | Holten                           | Friedrich Wöhler, 1800–1882, Chemiker und Schöpfer der Organischen Chemie | |
| Wörthstraße            | Innenstadt                       | erinnert an die Schlacht bei Wörth | |
| Wolframstraße          | Buschhausen                      | wahrscheinlich nach dem männlichen Vornamen Wolfram (Name) benannt | |
| Wolfstraße             | Alsfeld                          | Nach den Wölfen benannt. Der Straßenname nimmt Bezug auf den nahegelegenen Sterkrader Wald. | Namenshäufung |
| Würpembergstraße       | Lirich                           | alte Katasterbezeichnung („am Würpemberg“), ursprünglich Wurperberg, Worpelberg. Dieser Name deutet auf einen „würfelförmigen Berg“ hin. Dieser Wurperberg lag etwa an der Kreuzung der Würpemberg- mit der Weberstraße und war die Grenze zwischen dem klevischen Meiderich, dem bergischen Alstaden und dem essendischem in Lirich und Lippern. | |
| Württembergstraße      | Schwarze Heide                   | benannt nach Württemberg | Namenshäufung |
| Wunderstraße           | Lirich                           | Wunder war der Nachname des Leiters des Katasteramtes Mülheim, dem gegen 1890 auch Oberhausen unterstand. | |
| Wupperstraße           | Alstaden                         | benannt nach der Wupper (wohl in Zusammenhang mit der nahe liegenden Ruhr) | Namenshäufung |

### Z
| Straßenname            | Stadtteil                    | Herleitung | Bemerkungen                                                     |
| ---------------------- | ---------------------------- | --- | --------------------------------------------------------------- |
| Zechenstraße           | Alsfeld                      | benannt nach dem Begriff „Zeche“, der im Ruhrgebiet für Bergwerk steht                                                                              | Namenshäufung (Siedlung Dunkelschlag: Begriffe aus dem Bergbau) |
| Ziegelstraße           | Stemmersberg/Osterfeld-Heide | ehemalige Ziegelei |                                                                 |
| Zieglerstraße          | Klosterhardt                 | Gottfried Ziegler, Kommerzienrat, Ehrenbürger der Stadt Oberhausen, die Straße liegt an der von ihm erbauten Jacobisiedlung                         |                                                                 |
| Ziethenstraße          | Schwarze Heide               | Hans Joachim von Ziethen, 1699–1786, Husarengeneral im Siebenjährigen Krieg                                                                         | bis 1936 Blumenthalstraße                                       |
| Zilianplatz            | Sterkrade-Mitte              | August Zilian, sozialdemokratischer Widerständler gegen den Nationalsozialismus                                                                     |                                                                 |
| Zimmerstraße           | Alstaden                     | Im Umkreis sind mehrere Straßen nach handwerklichen Berufen benannt                                                                                 |                                                                 |
| Zorndorfstraße         | Schwarze Heide               | benannt nach der Schlacht von Zorndorf |                                                                 |
| Zum Brunsloh           | Königshardt                  | „brauner Wald“, weist auf den braunen Torfboden hin, auf dem sich der Wald befand                                                                   |                                                                 |
| Zum Dörnbusch          | Klosterhardt                 | benannt nach dem Dörnbusch |                                                                 |
| Zum Eisenhammer        | Lirich                       | benannt nach dem Hammerwerk Eisenhammer Neu-Essen, das Kunigunde von Essen 1791 hier anlegen ließ                                                   |                                                                 |
| Zur Gutehoffnungshütte | Sterkrade-Mitte              | führt über das ehemalige Werk I der Gutehoffnungshütte im Sterkrader Zentrum                                                                        |                                                                 |
| Zum Ravenhorst         | Sterkrade-Nord/Walsumermark  | benannt nach einer mit Sträuchern bewachsenen Anhöhe, auf der sich Raben niederließen                                                               | bis 1917 Horststraße                                            |
| Zum Röttgersbach       | Holten                       | benannt nach dem Röttgersbach | bis 1937 Sandstraße                                             |
| Zum Steinacker         | Schmachtendorf, Walsumermark | steinreicher Acker | bis 1917 Herzogstraße, bis 1936 Kampstraße                      |
| Zur Eisenhütte         | Neue Mitte                   | ehemaliges Eisenhüttenwerk Oberhausen II |                                                                 |
| Zur Eremitenklause     | Osterfeld-Mitte              | |                                                                 |
| Zur Ludwigshütte       | Alsfeld                      | benannt nach der Ludwigshütte | bis 1936 Fabrikstraße                                           |
| Zur Post               | Sterkrade-Mitte              | liegt am Postamt |                                                                 |
| Zweibrückener Straße   | Königshardt                  | Zweibrücken, Stadt in Rheinland-Pfalz, ursprünglicher Heimat einiger der Protestanten, die sich im 18. Jahrhundert auf der Königshardt niederließen |                                                                 |
| Zweigstraße            | Eisenheim/Osterfeld-Heide    | wahrscheinlich so benannt, weil sie von der Sterkrader Straße abzweigt                                                                              |                                                                 |